# Albert Einstein
Albert Einstein (wym. [ˈalbɐt ˈaɪ̯nʃtaɪ̯n]ⓘ) (ur. 14 marca 1879 w Ulm, zm. 18 kwietnia 1955 w Princeton) – fizyk teoretyk, noblista, obywatel Szwajcarii i USA pochodzenia niemiecko-żydowskiego. Profesor różnych placówek w Szwajcarii, Austro-Węgrzech, Niemczech i USA: Uniwersytetu w Zurychu, Uniwersytetu Karola w Pradze, Politechniki Federalnej w Zurychu (ETHZ), Uniwersytetu Berlińskiego i Instytutu Badań Zaawansowanych (IAS) w Princeton. 
Einstein zrewolucjonizował zarówno mechanikę, jak i teorię pola, głównie w wersji klasycznej, choć odegrał też kluczową rolę dla mechaniki kwantowej. Laureat Nagrody Nobla w dziedzinie fizyki za 1921 rok, w uznaniu za „wkład do fizyki teoretycznej, zwłaszcza opis prawa efektu fotoelektrycznego”.
Einstein to twórca szczególnej teorii względności, która ulepszyła mechanikę Newtona i zastąpiła w tej korekcyjnej roli teorię eteru Lorentza. Autor wynikającej z STW równoważności masy i energii, czasem formułowanej słynnym wzorem E = mc2. Został on potwierdzony przez reakcje subatomowe, np. jądrowe; doprowadziło to do rewizji zasady zachowania masy, samego pojęcia materii i otworzyło epokę jądrowej broni oraz energetyki. Twórca ogólnej teorii względności, która połączyła newtonowskie prawo powszechnego ciążenia z nową mechaniką. Nie była to jedyna ani nawet pierwsza synteza tego typu, jednak OTW w odróżnieniu od konkurencji okazała się poprawna, zostając nowym paradygmatem w opisie grawitacji. Einstein oparł na swojej teorii pierwsze modele kosmologiczne oraz pierwsze przewidywania grawitacyjnych fal czasoprzestrzeni. Wprowadził też do niej opcjonalną stałą kosmologiczną, która później okazała się możliwym wyjaśnieniem ciemnej energii. Teoria Einsteina dzięki tym i innym wynikom doprowadziła do rozkwitu astrofizyki w XX wieku.
Naukowiec przewidział również istnienie fotonu – postulując dualizm korpuskularno-falowy światła. Było to poprawne wyjaśnienie efektu fotoelektrycznego, przewidujące też nowe zjawiska jak efekt Comptona, które ostatecznie potwierdziło cząstki światła. Hipoteza Einsteina umożliwiła też innym fizykom stworzenie właściwej mechaniki kwantowej – dzięki przeniesieniu tej dualistycznej koncepcji na elektron przez de Broglie’a. Jednocześnie Einstein był czołowym krytykiem najczęstszej, kopenhaskiej interpretacji kwantów i współautorem paradoksu EPR. Wprowadzone w nim pojęcie splątania kwantowego umożliwiło nie tylko badanie kwantowych fundamentów i możliwości ewentualnej rewizji tej teorii; otworzyło też całą dyscyplinę informatyki kwantowej. Odkrywca emisji wymuszonej, na której opierają się lasery. Opisał też statystykę Bosego-Einsteina i możliwość istnienia kondensatu Bosego-Einsteina – czasem nazywanego piątym stanem skupienia, łamiącego intuicyjne własności materii jak nieprzenikliwość. Einstein przysłużył się też innym dziedzinom fizyki jak klasyczna mechanika statystyczna – jego model ruchów Browna dostarczył koronnych dowodów teorii atomistycznej. Badania Einsteina nad materią skondensowaną obejmowały też teorię ciała stałego. Jego prace nad zunifikowaną teorią oddziaływań nie spełniły oczekiwań, jednak znalazły odzwierciedlenie w późniejszych, potencjalnie prawdziwych modelach pól i cząstek jak teoria strun.
Dzięki tym osiągnięciom Einstein jest uważany za jednego z największych fizyków XX wieku lub największego z nich; szczyty rankingów dzieli z innymi ojcami fizyki kwantowej jak Paul Dirac, Werner Heisenberg czy Erwin Schrödinger. Jego ogólna teoria względności jest uważana za jeden z największych przełomów w fizyce XX wieku, obok wspomnianej teorii kwantów. Ponadto Einstein jest uznawany za jednego z największych fizyków w całej historii, obok Newtona, Maxwella czy Galileusza. W 1999 r. czasopismo naukowe „Physics World” w gronie 100 wiodących fizyków przeprowadziło ankietę. Jako największego fizyka wszech czasów wskazano właśnie Einsteina. W tym samym roku portal „PhysicsWeb” zorganizował sondaż, który przyznał Einsteinowi drugie miejsce. W 1999 r. Einstein był też uznany za człowieka stulecia według amerykańskiego tygodnika „Time”.
Ten wybitny fizyk miał też wkład do filozofii nauki, popularyzacji fizyki i jej historii oraz zajmował się aktywizmem politycznym. Jego teorie wywarły również wpływ na rozwój XX-wiecznej matematyki, zwłaszcza geometrii różniczkowej z analizą na rozmaitościach, topologii różniczkowej i teorii grup Liego. Kariera Einsteina trwała przeszło pół wieku; przez ten czas opublikował ponad 450 prac, w tym przeszło 300 naukowych.

## Życiorys

### Dzieciństwo i rodzina

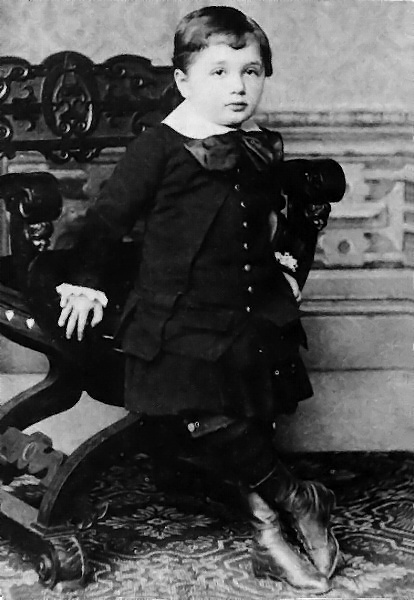
Albert Einstein w wieku trzech lat (1882)

Albert Einstein urodził się w piątek 14 marca 1879 r. o godzinie 11:30 w domu przy Bahnhofstrasse B nr 135 w mieście Ulm położonym w Wirtembergii na południu Niemiec. Jego matką była Paulina Einstein (z domu Koch), a ojcem – Hermann Einstein. Oboje byli Żydami. Hermann Einstein handlował pierzynami. Później jego brat Jacob namówił go do wspólnego założenia zakładu produkującego instalacje gazowe i wodno-kanalizacyjne. W 1881 r. cała rodzina przeniosła się do Monachium, gdzie powstał zakład. Tam też 18 listopada 1881 r. urodziła się Maria – jedyna siostra Einsteina.
Albert Einstein pierwszy raz zetknął się z nauką, gdy miał pięć lat. Jego ojciec pokazał mu kompas, którego działanie wywarło na nim „głębokie i trwałe wrażenie”. W tym czasie Einstein rozpoczął naukę w domu. Ponieważ jego matka była muzykiem, Albert w wieku sześciu lat zaczął uczyć się gry na skrzypcach. Lekcje gry pobierał do trzynastego roku życia. Grał do późnej starości, dopóki nie zaczęło mu to sprawiać zbyt dużego trudu.

### Kształcenie szkolne

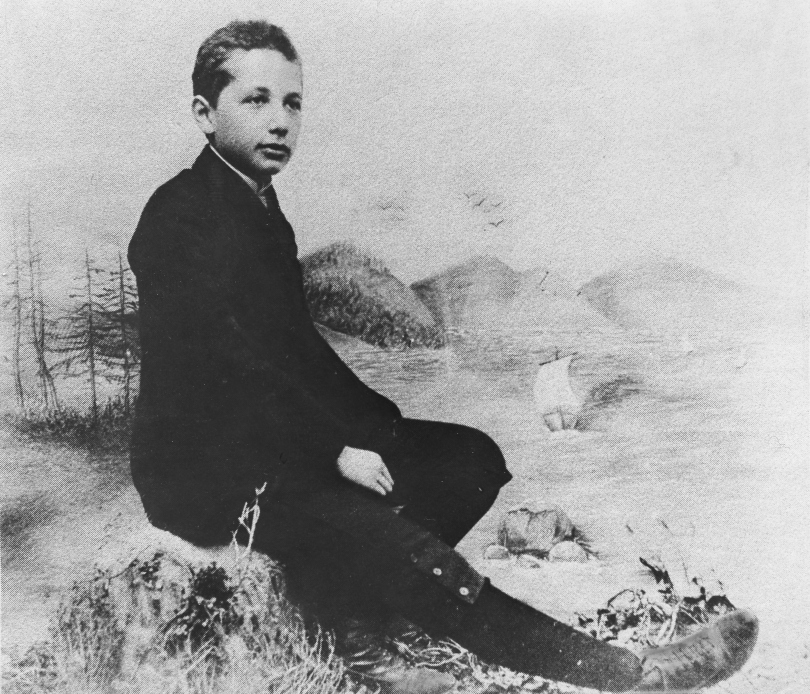
Albert Einstein w wieku 14 lat (1893)

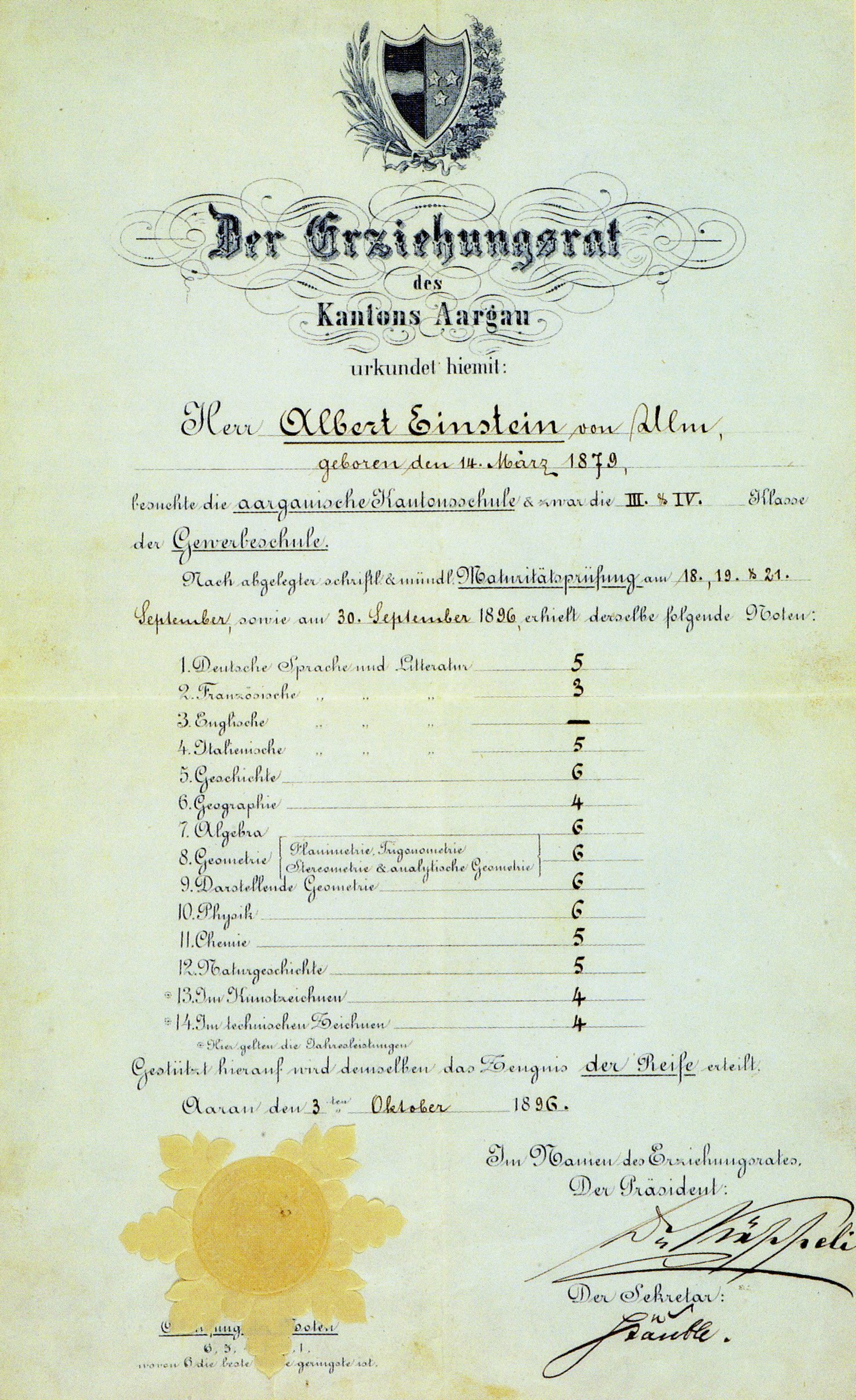
Świadectwo maturalne Einsteina (1896)

W 1886 r. zaczął uczęszczać do szkoły powszechnej, gdzie był jednym z najlepszych uczniów. Od 1888 r. chodził do katolickiego Gimnazjum Luitpolda w Monachium, gdzie również odnosił sukcesy.
Firma Einsteinów zaczęła podupadać, a w 1894 r. rodzina przeniosła się do Mediolanu. Syna pozostawiono w Monachium, pod opieką członków dalszej rodziny, dla ukończenia szkoły. Według Marii Einstein jej brat w tym okresie stał się nerwowy. Pojawiły się nawet objawy depresji. Pół roku po wyjeździe rodziców Einstein wypisał się ze szkoły i dołączył do rodziców w Mediolanie, gdzie sam przygotowywał się do wstąpienia na uniwersytet. W październiku 1895 r. przyjechał do Zurychu, gdzie przystąpił do egzaminu wstępnego na tamtejszą politechnikę (ETHZ). Potrzebował na to specjalnego pozwolenia, gdyż brakowało mu dwóch lat do minimalnego dopuszczalnego wieku. Próba zdania egzaminu zakończyła się niepowodzeniem. Powodem były słabe wyniki egzaminów z przedmiotów humanistycznych.
Za radą dyrektora ETHZ Einstein postanowił spędzić rok w Aarau w Szwajcarii, by ukończyć szkołę średnią. We wrześniu 1896 r. zdał tam maturę. Uzyskał dobre oceny z niemal wszystkich przedmiotów – zwłaszcza ze śpiewu i muzyki oraz fizyki i matematyki. W tym samym roku zrzekł się obywatelstwa niemieckiego. Zrobił to najprawdopodobniej w celu uniknięcia służby wojskowej lub na znak protestu przeciwko nastrojom militarnym panującym wówczas w Niemczech. Bez przynależności państwowej przystąpił ponownie do egzaminów na ETHZ, które tym razem zdał. Jednocześnie do tej samej sekcji przyjęto Milevę Marić, która później wywarła duży wpływ na życie Einsteina.

### Eksperyment myślowy ze światłem
Jest możliwe, że Einstein w wieku 16 lat (ok. 1895) rozważał ważny eksperyment myślowy. Wspomniał o tym publicznie po raz pierwszy ponad pół wieku później, w swoich Notach autobiograficznych z 1946. Młody Albert miał się zastanawiać, co by się stało przy ruchu z prędkością światła. Wówczas fale elektromagnetyczne takie jak światło stałyby nieruchomo w miejscu, nie wykazując żadnego ruchu. Miałoby to przeczyć zarówno intuicji, jak i równaniom Maxwella. Ta anegdota jest trudna do zinterpretowania z różnych powodów:
- Einstein w tym wieku prawdopodobnie nie znał jeszcze równań Maxwella. Być może później Einstein zwrócił uwagę, że sam eksperyment myślowy znał już w wieku 16 lat, a (późniejsza) znajomość równań Maxwella utwierdziła go w niedorzeczności takiego wyniku[36].
- Ten wynik eksperymentu myślowego nie stanowi większego problemu dla teorii eteru. Były one wówczas powszechnie uznawane i młody Einstein prawdopodobnie w nie wierzył. Brak obserwacji „zamrożonych” fal można wytłumaczyć tym, że Ziemia porusza się względem eteru z prędkością dużo mniejszą od tej światła w próżni[36].

Niewykluczone, że ten eksperyment myślowy odegrał dużą rolę kilka lat później, kiedy Einstein pracował nad balistyczną (emisyjną) teorią światła. Dla teorii tego typu ten eksperyment myślowy prowadzi do poważnych trudności; przez to mógł się przyczynić do porzucenia przez Einsteina tych prac i do powstania szczególnej teorii względności.
Czasami przypisuje się też młodemu Einsteinowi inny eksperyment myślowy – gdyby obserwator trzymający lustro poruszał się z prędkością c względem eteru, jego obraz w lustrze by zniknął. Najprawdopodobniej te legendy to wynik nieporozumienia i zmiany pierwotnego pomysłu Einsteina, opisanego powyżej.

### Studia i pierwszy ślub

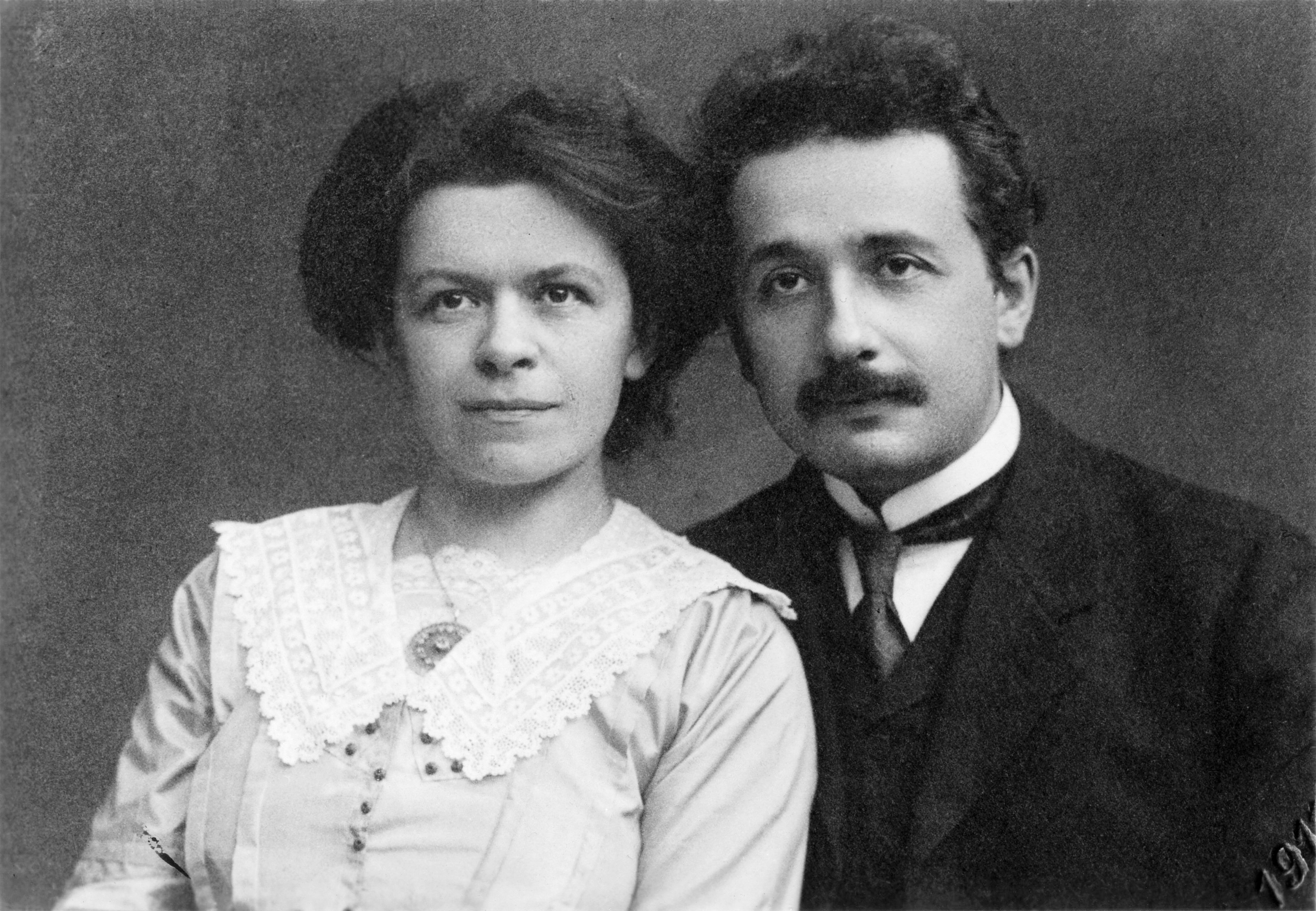
Albert Einstein ze swoją pierwszą żoną, Milevą

W czasie studiów Einstein zakochał się z wzajemnością w Milevie Marić, co nie podobało się jego matce. W lipcu 1900 r. oboje zakochanych przystąpiło do zdawania egzaminów końcowych. Albert je zdał, w przeciwieństwie do Milevy. Wtedy też młody Einstein opublikował swoją pierwszą pracę naukową – dotyczyła zjawiska włoskowatości.
W 1901 r. Mileva zaszła w ciążę. Na czas porodu udała się do rodzinnej Serbii i urodziła tam córkę o imieniu Lise (zdrobniale Lieserl). Oddano ją do adopcji i jej dalsze losy są nieznane. Albert najprawdopodobniej nigdy jej nie zobaczył.
21 lutego 1901 r. Einstein przyjął obywatelstwo szwajcarskie. Mając już dyplom wykładowcy nauk ścisłych, zaczął szukać pracy. Starał się bezskutecznie o asystenturę u wykładającego w ETHZ Webera, a później u Hurwitza i Wilhelma Ostwalda. Dopiero w maju 1901 r. został zatrudniony na krótko jako zastępca nauczyciela w szkole średniej w Winterthur w Szwajcarii. W tym czasie zajmował się tam ruchem materii względem eteru i kinetyczną teorią gazów. Od października 1901 r. do stycznia 1902 r. uczył w prywatnej szkole w Szafuzie, a równolegle pracował nad swoją pracą doktorską dotyczącą kinetycznej teorii gazów. W lutym 1902 r. przeprowadził się do Berna, gdyż spodziewał się dostać stałą pracę w Szwajcarskim Urzędzie Patentowym w Bernie. Utrzymywał się z udzielania korepetycji. W czerwcu został zatrudniony na okres próbny jako ekspert techniczny trzeciej klasy w urzędzie patentowym, a trzy miesiące później zatrudniono go na stałe.
10 października 1902 r., wskutek choroby serca, zmarł ojciec Einsteina. 6 stycznia 1903 r. Albert Einstein i Mileva Marić wzięli w Bernie ślub cywilny. 14 maja 1904 r. urodził się pierwszy syn Einsteina, Hans Albert, który później również został wybitnym uczonym. Kolejny syn, Eduard, urodził się 28 lipca 1910.

### Cudowny rok1905

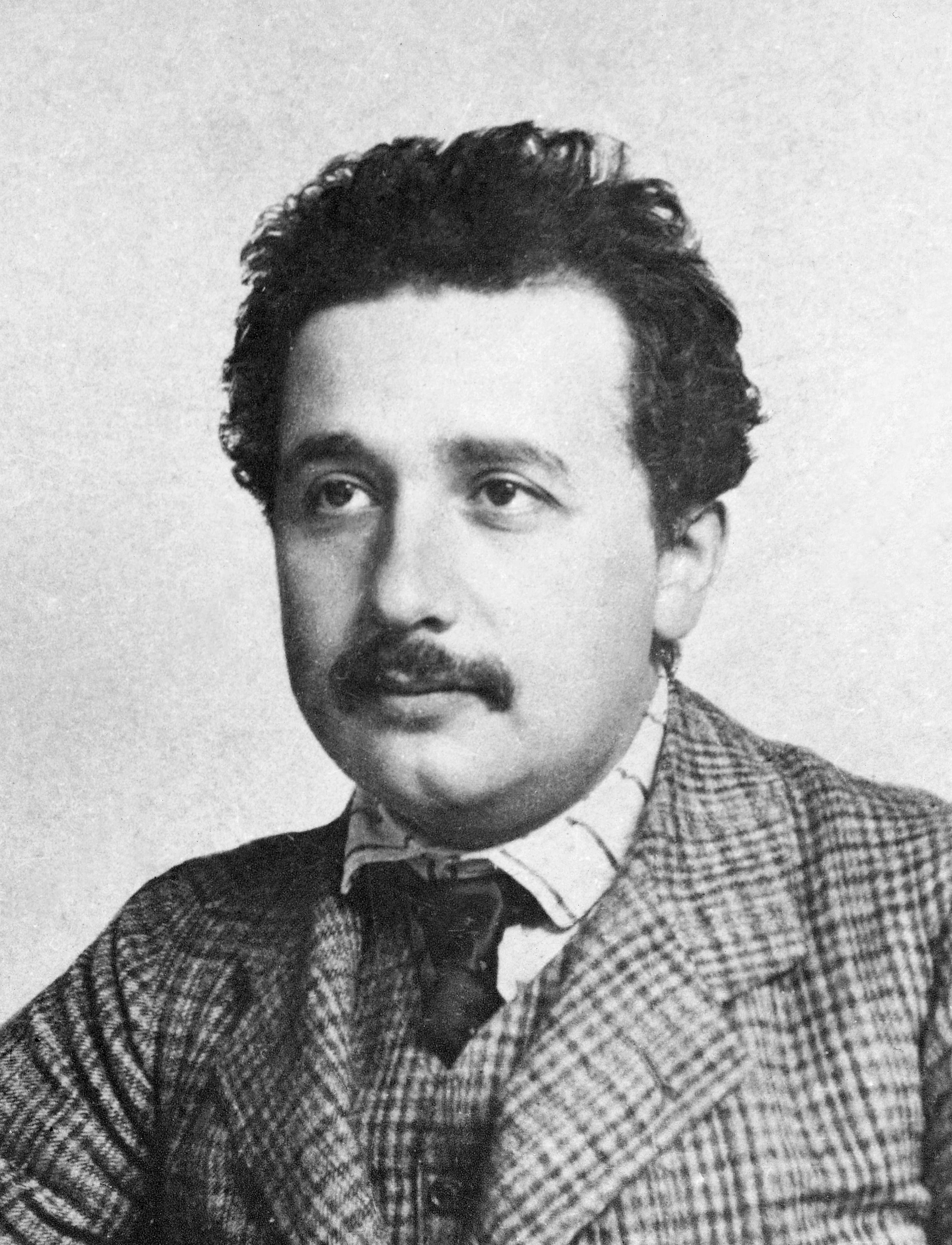
Einstein w roku 1904 lub 1905

Od młodości Einstein pracował nad uzgodnieniem elektrodynamiki Maxwella z zasadą względności. W tym celu pracował nad emisyjną teorią światła, opartą prawdopodobnie na potencjałach opóźnionych. Porzucił jednak te próby. Pewną rolę mógł w tym odegrać jego młodzieńczy eksperyment myślowy z gonieniem fali światła. Kiedy Einstein zrozumiał względność jednoczesności, prawdopodobnie pod wpływem prac Lorentza, zmienił strategię – zamiast modyfikować elektrodynamikę Maxwella, zrewidował podstawy mechaniki Newtona. To doprowadziło go potem do szczególnej teorii względności.
Równolegle Einstein prowadził badania nad termodynamiką i fizyką statystyczną promieniowania. Prawdopodobnie to doprowadziło go do pojęcia cząstek światła, użytych potem przy wyjaśnieniu efektu fotoelektrycznego. Pomysł cząstek światła mógł być też związany z jego wczesnymi pracami nad teorią emisyjną.
Rok 1905 jest określany jako Annus mirabilis (cudowny rok) Einsteina. Był wtedy szwajcarskim urzędnikiem patentowym, niedawnym absolwentem fizyki, a jego dorobek obejmował tylko kilka publikacji. Był przez to mało znany w środowisku fizyków. Mimo to opublikował 5 prac, z których przynajmniej część była przełomowa.
Jego publikacja Zur Elektrodynamik bewegter Körper (O elektrodynamice ciał w ruchu) wprowadziła nową teorię, nazwaną później szczególną teorią względności (STW). Dzięki nowemu spojrzeniu na czas i przestrzeń STW pogodziła elektrodynamikę Maxwella z zasadą względności, bez modyfikowania tej pierwszej ani odwoływania się do budowy materii. STW wyjaśniała też obserwowaną niezależność prędkości światła w próżni od obserwatora. Einstein rozwinął STW w innej pracy z tego samego roku, gdzie poprawnie przewidział równoważność masy i energii. To ten fakt został potem wyrażony przez słynny wzór E=mc2.
Einstein wyjaśnił też efekt fotoelektryczny, zaobserwowany w 1888 roku przez Philipa Lenarda. Przyjął, że światło oddziałuje z materią w postaci cząstek – nazwanych później fotonami. To właśnie to wyjaśnienie – a nie teoria względności – było potem głównym powodem przyznania mu Nagrody Nobla. Pracę Einsteina można uznać za rozwinięcie koncepcji Plancka kwantów energii, choć mogły się rozwijać niezależnie.
W swoim cudownym roku Einstein napisał też rozprawę doktorską pod tytułem O nowej metodzie wyznaczania rozmiarów molekuł (przyjętą 19 sierpnia na Uniwersytecie w Zurychu) oraz wyjaśnił i opisał ruchy Browna. Mimo wielkiego znaczenia, jego prace nie zostały początkowo docenione.
W 1906 r. Einstein został awansowany na stanowisko eksperta technicznego drugiej klasy, jednak nie przestawał zajmować się fizyką. W 1907 r. sformułował zasadę równoważności. Później nazwał ją „najszczęśliwszą myślą swojego życia”, ponieważ była przełomowym punktem w jego pracach nad ogólną teorią względności.

### Początki kariery akademickiej

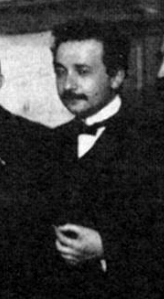
Einstein na pierwszej konferencji Solvay, Bruksela 1911

W grudniu 1908 r. Einstein napisał do Uniwersytetu w Bernie podanie o przyjęcie na stanowisko privatdozenta. Privatdozent nie otrzymywał wynagrodzenia z uczelni, a utrzymywał się z drobnych wpłat studentów. Był to jednak etap konieczny w karierze uczelnianej. Einstein uzyskał to stanowisko 28 lutego 1909 r. Nie pozwalało mu ono zarobić na życie, więc nie zrezygnował z pracy w urzędzie patentowym.
W marcu 1909 r. Einstein został profesorem nadzwyczajnym fizyki teoretycznej na uniwersytecie w Zurychu, na którym wcześniej obronił doktorat. W tym samym roku został doktorem honoris causa Uniwersytetu Genewskiego. W latach 1909–1911 napisał jedenaście artykułów naukowych dotyczących fizyki teoretycznej. W 1910 r. pierwszy raz zgłoszono go jako kandydata do Nagrody Nobla. W 1911 r. Einstein został profesorem zwyczajnym na Uniwersytecie Niemieckim w Pradze. Półtora roku później wrócił na macierzystą ETHZ jako profesor zwyczajny.
W latach 1911–1912 Einstein otrzymywał wiele ofert zatrudnienia z różnych uniwersytetów, w tym z Uniwersytetu w Utrechcie. Wiosną 1913 r. Max Planck i Walther Nernst złożyli mu potrójną propozycję:
- przyjęcie członkostwa Pruskiej Akademii Nauk (Preusissche Akademie der Wissenschaftlen),
- profesurę Uniwersytetu Berlińskiego z prawem, ale bez obowiązku wykładania,
- stanowisko dyrektora mającego powstać Instytutu Fizyki Cesarza Wilhelma (Kaiser Wilhem Institut für Physik, będącego obecnie Instytutem Fizyki w Berlinie)[82][83][84][85].

Einstein, znużony pracą wykładowcy, chciał skupić się wyłącznie na myśleniu i ofertę przyjął. W marcu 1914 r. przeprowadził się z rodziną do Berlina.
Od czasu wyjazdu do Pragi w 1911 r. stosunki Einsteina z żoną Milevą zaczęły się pogarszać. W czerwcu 1914 r. doszło do separacji. W związku z tym Mileva wróciła z synami do Zurychu.

### Ogólna teoria względności i rozwód

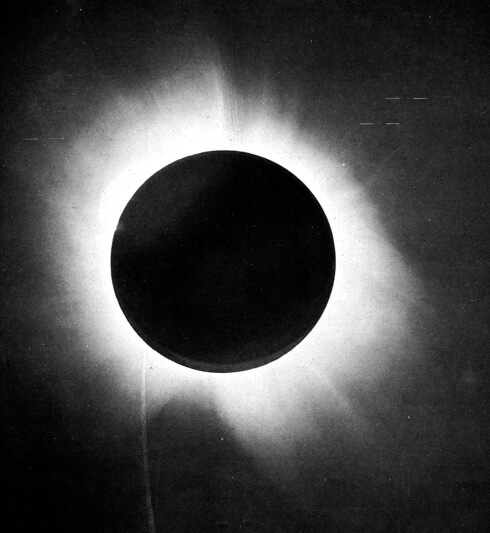
Zdjęcie zaćmienia Słońca w 1919 r. zamieszczone w raporcie Arthura Eddingtona potwierdzającym przewidywania ogólnej teorii względności nt. ugięcia promieni świetlnych w polu grawitacyjnym

25 listopada 1915 r. Einstein przedstawił swoją najważniejszą pracę: ogólną teorię względności. Jest ona uogólnieniem poprzedniej teorii, stosując zasadę względności również do niektórych ruchów z przyspieszeniem. Stwierdza równoważność grawitacji i przyspieszenia oraz opisuje różnice między geometrią euklidesową a geometrią w silnych polach grawitacyjnych. Teoria przewiduje również znacznie silniejsze niż w teorii Newtona odchylenie toru światła przechodzącego obok gwiazdy.
W czasie I wojny światowej Einstein zajmował się nie tylko ogólną teorią względności. Opublikował prace na temat kosmologii i fal grawitacyjnych, znalazł nowe wyprowadzenie prawa Plancka, napisał pięćdziesiąt artykułów naukowych i wydał książkę popularyzującą teorię względności. 5 lipca 1916 r. zastąpił Maxa Plancka na stanowisku przewodniczącego Niemieckiego Towarzystwa Fizycznego (Deutsche Physikalische Gesellschaft). Sprawował tę funkcję do 31 lipca 1918 r. W 1918 r. Einstein napisał pracę o prawie promieniowania Plancka, w której przewidział istnienie emisji wymuszonej – zjawiska umożliwiającego budowę laserów.
Wytężona praca w połączeniu z głodem spowodowały problemy zdrowotne Einsteina. W 1917 r. chorował na wrzody żołądka, żółtaczkę, był ogólnie wyczerpany i miał chorą wątrobę. Podczas choroby zajmowała się nim jego kuzynka, Elsa Einstein. Latem 1917 r. Albert przeprowadził się do mieszkania obok niej, a rok później oboje postanowili się pobrać.
14 lutego 1919 r. sąd w Zurychu orzekł rozwód Alberta i Milevy Einstein. Warunki określały, że Albert ma płacić alimenty, zdeponować w banku 40 000 marek niemieckich, z których odsetki miały być do dyspozycji byłej żony, a ponadto, gdyby dostał Nagrodę Nobla, miał jej przekazać całą sumę.
W 1919 r. podczas zaćmienia Słońca dwie brytyjskie ekspedycje naukowe dokonały pomiaru odchylenia toru światła pochodzącego z gwiazdy znajdującej się za Słońcem i przechodzącego obok niego. Opublikowane w raporcie Arthura Eddingtona wyniki potwierdziły przewidywania ogólnej teorii względności Einsteina. Odkrycie było nagłośnione i szeroko komentowane w mediach. Einstein stał się wtedy sławny także poza gronem naukowców.

### Drugi ślub i Nagroda Nobla

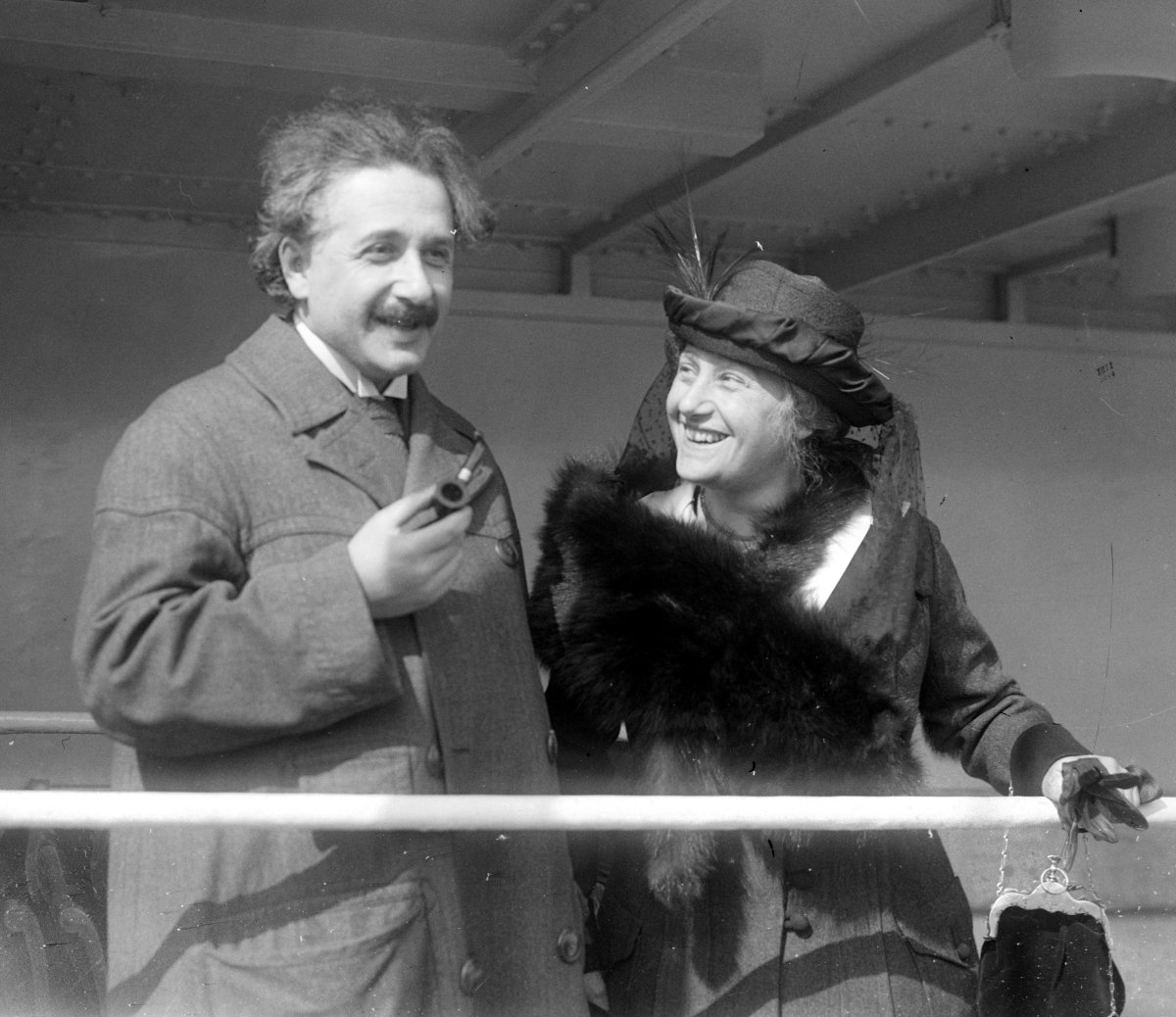
Einstein ze swoją drugą żoną, Elsą

2 lipca 1919 r. Einstein ożenił się ze swoją kuzynką Elsą Einstein.
19 maja 1920 został członkiem zagranicznym Królewskiej Holenderskiej Akademii Sztuk i Nauk.
W latach 20. Einstein zaczął dużo podróżować. 3 kwietnia 1921 r. wyjechał z żoną do USA i wygłosił tam kilka wykładów. W czasie tej wizyty, 9 maja, otrzymał doktorat honoris causa Uniwersytetu w Princeton. 30 maja wypłynął do Wielkiej Brytanii. 8 czerwca po raz kolejny został doktorem honoris causa, tym razem uczelni w Liverpoolu.

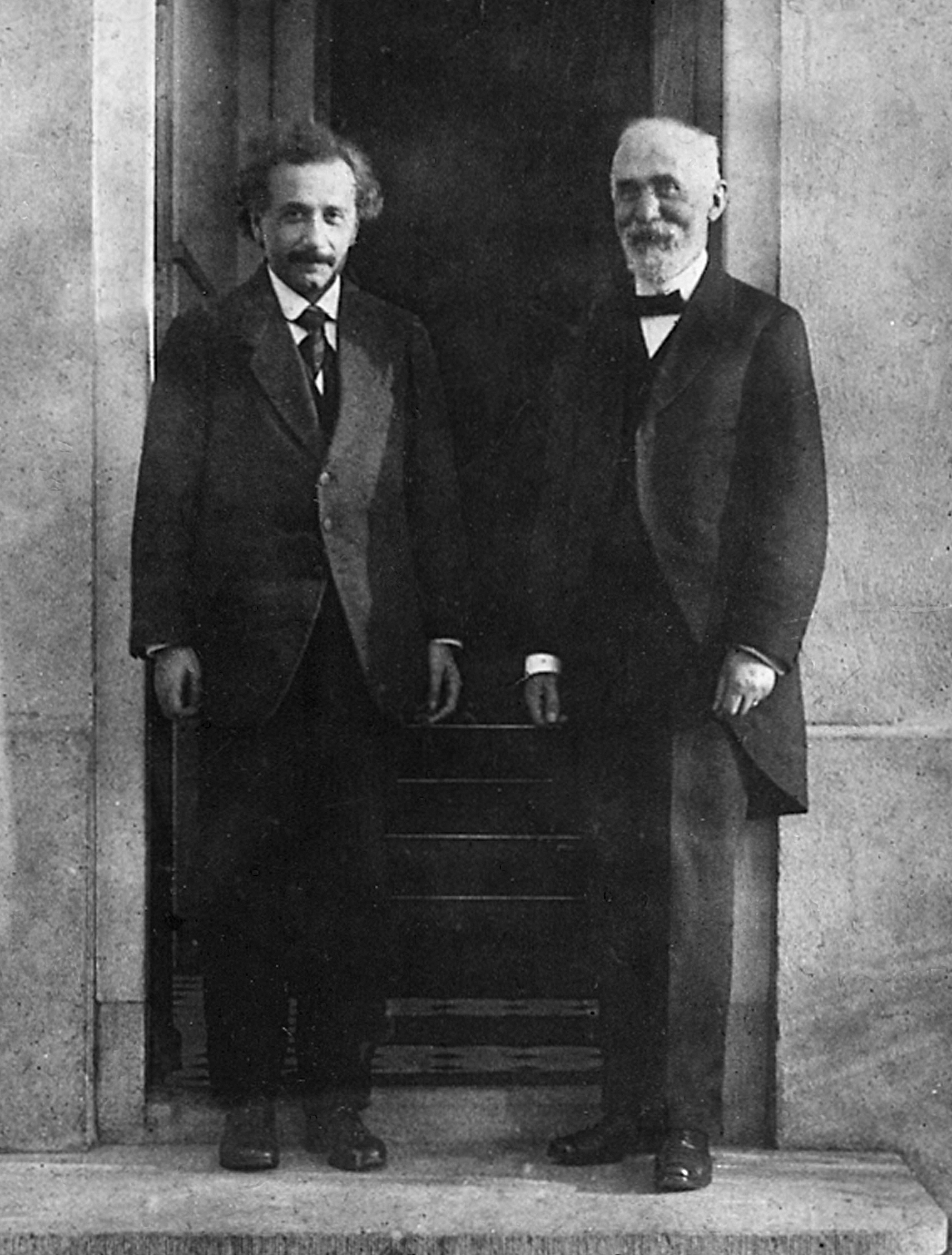
Albert Einstein i Hendrik Lorentz w 1921 r. w Lejdzie

Einstein dowiedział się, że planowano na niego zamach. W związku z tym 8 października 1922 r. ponownie wyjechał z Niemiec, tym razem do dalekiej Azji, aż na kilka miesięcy. Odwiedził Kolombo, Singapur, Hongkong i Szanghaj, następnie Kobe i Kioto. W tym czasie dostał Nagrodę Nobla. 2 lutego 1923 r. Einsteinowie wylądowali w Palestynie. Tam Albert zaangażował się na jakiś czas w sprawy Uniwersytetu Hebrajskiego. W latach 1925–1927 był członkiem jego Rady Zarządzającej. W drodze powrotnej z podróży wstąpili do Hiszpanii. 15 marca 1923 r. wrócili do Berlina.
W 1923 r. opublikował artykuł pod tytułem Czy teoria pola stwarza możliwości rozwiązania problemu kwantowego?. Einstein już w tym czasie pracował nad teorią wielkiej unifikacji, która zdominowała jego późniejsze badania.
W 1925 r. Einstein odbył kolejną podróż, tym razem do Ameryki Południowej – Argentyny, Brazylii i Urugwaju.

### Przeprowadzka do USA

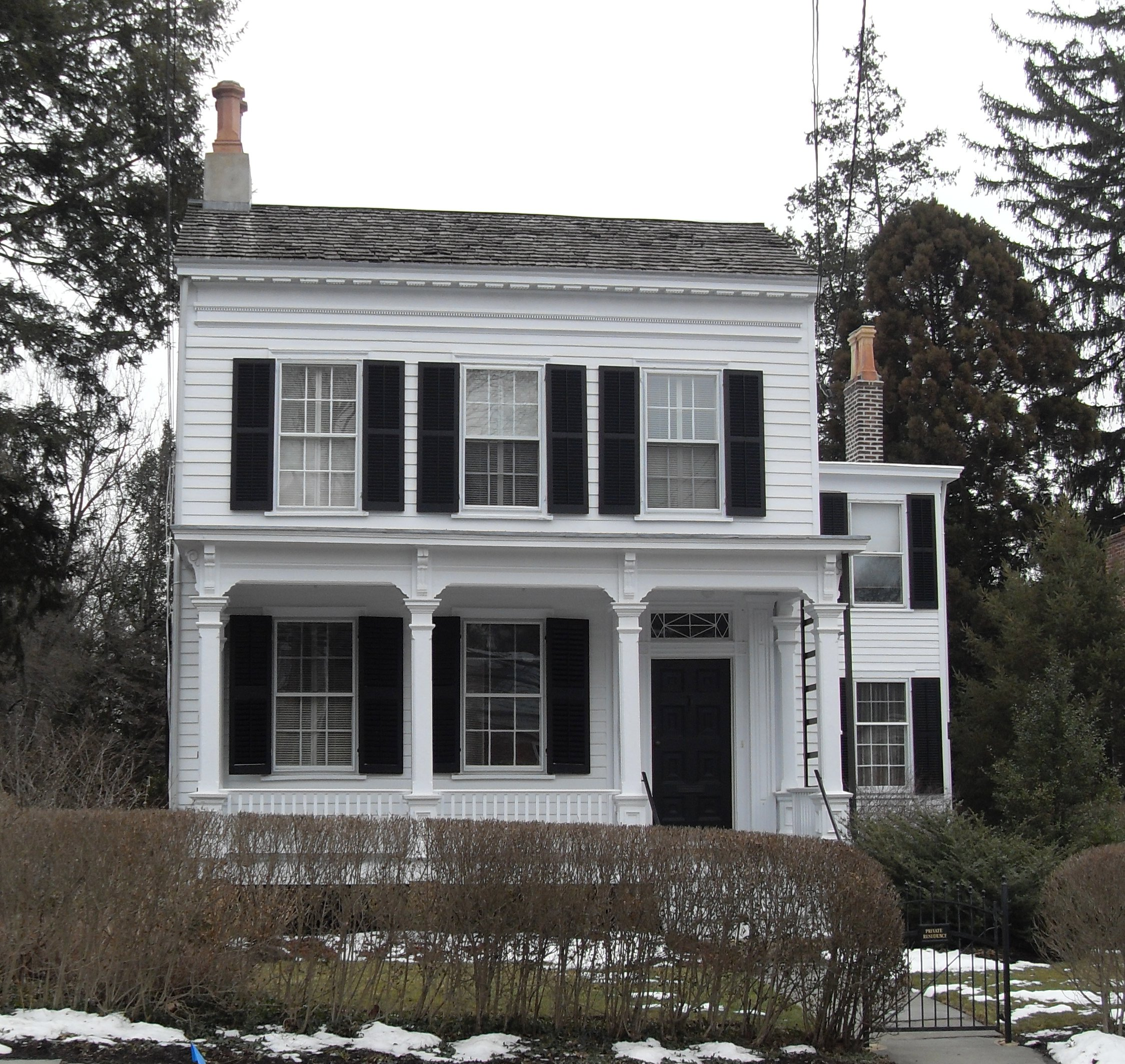
Dom Alberta Einsteina przy 112 Mercer Street

W 1930 r. Einstein drugi raz popłynął do Ameryki, przebywając od grudnia 1930 r. do marca 1931 r. oraz od grudnia 1931 r. do marca 1932 r. w Caltechu w Pasadenie. Tam spotkał się z Abrahamem Flexnerem, który chciał przedstawić członkom Caltechu projekt budowy Instytutu Studiów Zaawansowanych w Princeton. Flexner zaproponował Einsteinowi posadę w tym ośrodku, na co Einstein się zgodził. W marcu 1932 r. wrócił do Niemiec.
10 grudnia 1932 r. Einsteinowie trzeci raz wypłynęli do USA, znów do Kalifornii. 30 stycznia 1933 r. naziści doszli do władzy, a Adolf Hitler został kanclerzem Niemiec. Einstein, dowiedziawszy się o tym oświadczył, że nie wraca do Niemiec. Miał jednak kilka spraw do załatwienia w Europie, zamieszkał więc tymczasowo w Le Coq sur Mer w Belgii. W tym czasie otrzymywał oferty pracy z Jerozolimy, Oksfordu, Lejdy, Madrytu i Paryża. Wszystkie odrzucił. 7 października 1933 r. wypłynął z żoną, asystentem i sekretarką do Ameryki.
17 października 1933 r. wylądowali oni w Nowym Jorku. Do 1935 r. mieszkali przy Library Place nr 2, później przenieśli się na Mercer Street nr 112. W 1935 r. popłynęli na Bermudy, by wracając uzyskać wizy imigracyjne. W październiku 1936 r. Einstein został mianowany doktorem honoris causa Uniwersytetu Nowojorskiego. 20 grudnia tego roku zmarła jego druga żona, Elsa. 1 października 1940 r. Einstein został zaprzysiężony jako obywatel Stanów Zjednoczonych.

### Projekt jądrowy USA

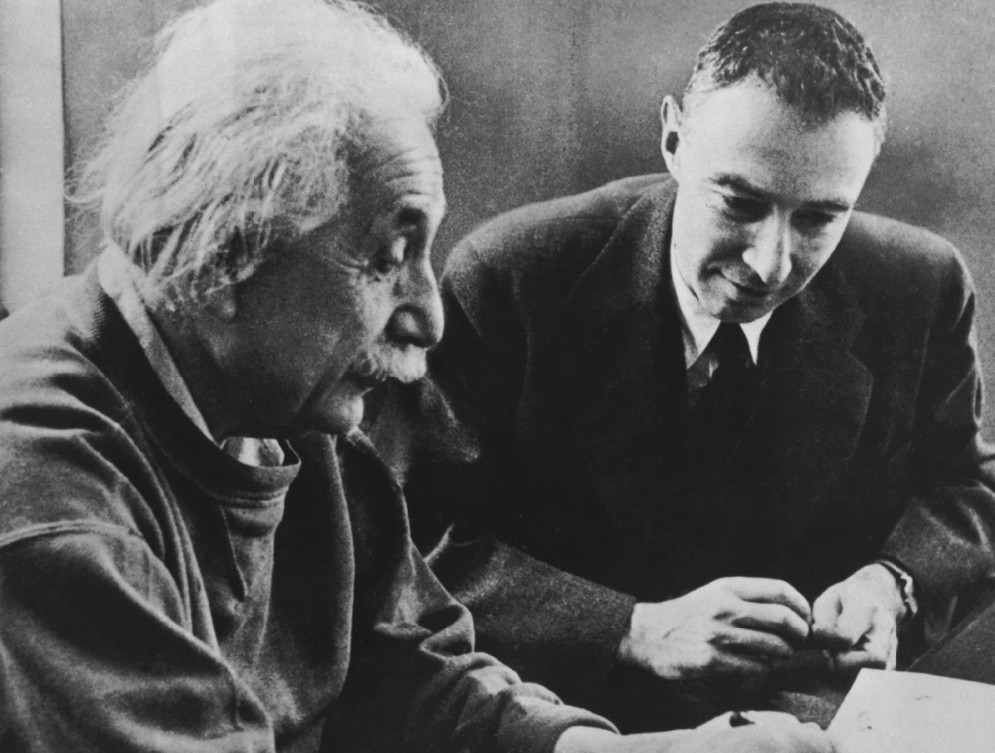
Albert Einstein i Robert Oppenheimer ok. 1950 r.

W sierpniu 1939 r. Einsteina odwiedzili Leó Szilárd i Eugene Wigner, zaniepokojeni możliwością skonstruowania przez III Rzeszę bomby atomowej. Wspólnie postanowili wysłać do ówczesnego prezydenta Stanów Zjednoczonych Franklina Delano Roosevelta list o następującej treści:

Szanowny Panie!
Najnowsze prace E. Fermiego i L. Szilarda, które przedstawiono mi w postaci rękopisu, pozwalają oczekiwać, że w najbliższej przyszłości pierwiastek uran może stać się nowym ważnym źródłem energii. Pewne aspekty zaistniałej sytuacji wymagają czujności i, jeśli okaże się to konieczne, szybkiego działania ze strony rządu. Dlatego zamierzam zwrócić Pana uwagę na następujące fakty i zalecenia:
W ciągu ostatnich czterech miesięcy stało się prawdopodobne, że dzięki pracom Joliota we Francji, jak również Fermiego i Szilarda w Ameryce, że uda się doprowadzić do jądrowej reakcji łańcuchowej w dużej masie uranu, w wyniku której powstaną olbrzymie ilości energii i znaczna obfitość nowych pierwiastków przypominających rad. Wydaje się niemal pewne, że dojdzie do tego w najbliższej przyszłości.
To nowe zjawisko umożliwi konstruowanie bomb i nie jest wykluczone – choć mniej pewne – że mogą w ten sposób powstać niezwykle potężne bomby nowego typu. Jedna bomba tego typu, przewieziona na statku i zdetonowana w porcie, zniszczyłaby cały port wraz z częścią otaczającego go obszaru. Takie bomby mogą się jednak okazać za ciężkie, by dało się je transportować drogą powietrzną.
Stany Zjednoczone dysponują bardzo ubogimi rudami uranu w niedużych ilościach. Dobre rudy występują w Kanadzie i dawnej Czechosłowacji, ale najważniejszym źródłem uranu jest Kongo Belgijskie (…)

Prezydent odpisał:

Drogi Profesorze!
Chciałbym podziękować za Pana list z niezwykle ważnymi i interesującymi informacjami.
Uznałem je za tak istotne, iż powołałem radę, złożoną z szefa Biura Standardów oraz wybitnych przedstawicieli sił zbrojnych, których zadaniem będzie wszechstronne zbadanie wszystkich aspektów Pańskich sugestii dotyczących uranu (...)
Proszę przyjąć moje najszczersze wyrazy podziękowania.

Jednak budżet przyznany radzie na pierwszy rok wynosił zaledwie 6000$. Nie jest prawdą, iż list Einsteina był bezpośrednią przyczyną zainicjowania projektu Manhattan. Prezydent zlecił budowę bomby atomowej w październiku 1941 r. (a więc dwa lata po otrzymaniu listu) i wtedy też sekretarz wojny dowiedział się o całej sprawie. Einstein sam stwierdził:

Nie brałem żadnego udziału w pracach [nad bombą atomową], naprawdę żadnego. Interesuję się bombą w takim samym stopniu jak każdy inny człowiek, no, może trochę bardziej.

### Prace unifikacyjne

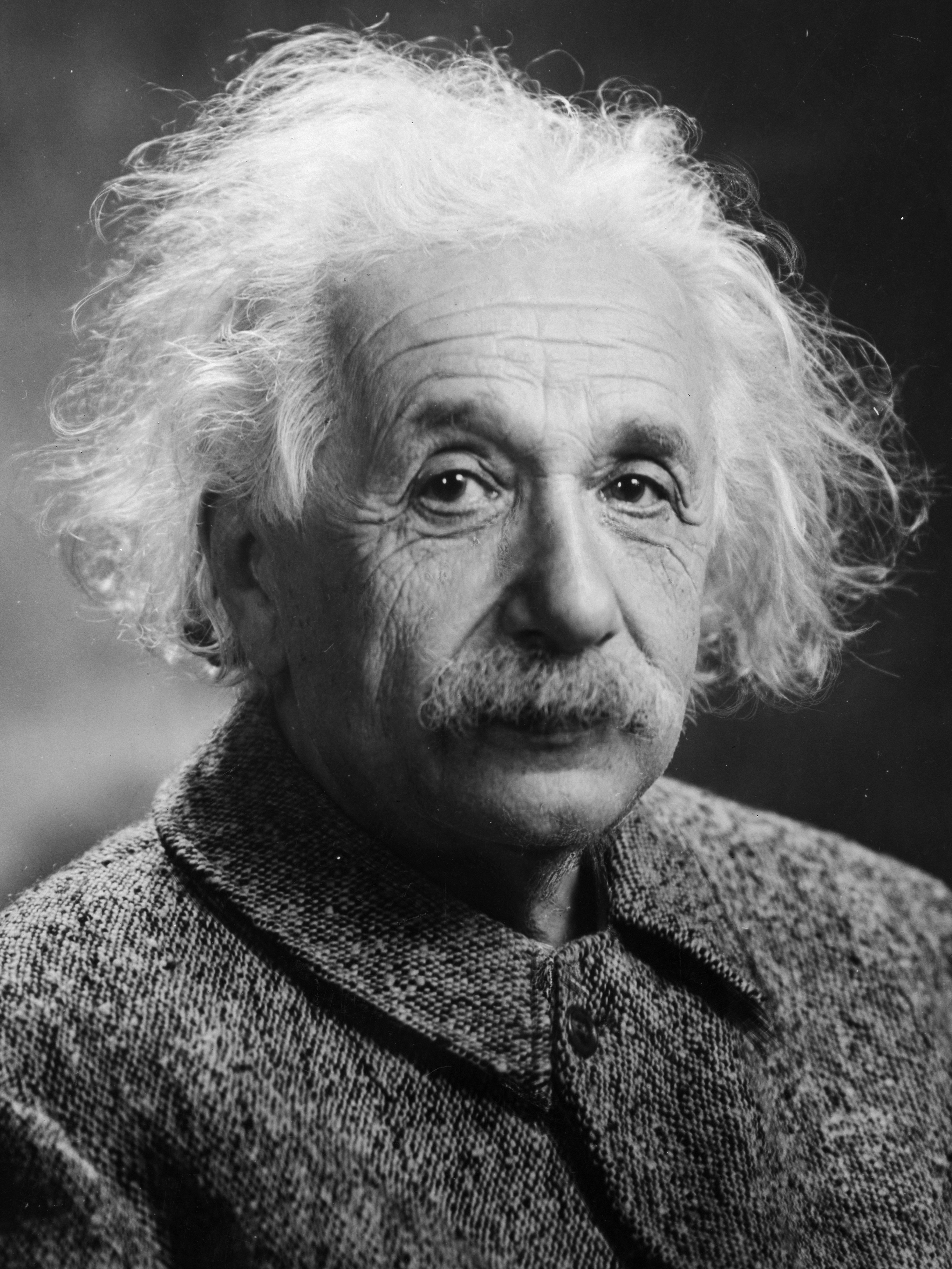
Albert Einstein w 1947 r.

Ogólna teoria względności (OTW) ustaliła w fizyce zestaw praw grawitacji, a elektrodynamika Maxwella – elektromagnetyzmu. Einstein od lat 20. pracował nad jednolitą teorią pola, mającą opisywać grawitację i elektromagnetyzm jako dwa przejawy tego samego zjawiska. Przykładowo rozwijał teorię Kaluzy-Kleina. Zarówno OTW, jak i elektrodynamika opisują głównie świat makroskopowy. Za to w latach 20. pojawiła się pełna mechanika kwantowa świata mikroskopowego. Einstein już wtedy próbował przezwyciężyć tę przepaść, jednak nie przez kwantowanie grawitacji, ale nową teorię pola.
W czasie pobytu w Princeton owdowiały Einstein poświęcił się jeszcze bardziej swoim bezowocnym próbom. Przez to stopniowo usuwał się z głównego nurtu badań w fizyce. W opinii wielu naukowców „zmarnował drugą połowę życia”. Przykładowo nie uczestniczył w rozwijaniu awangardowej, rodzącej się wtedy fizyki cząstek elementarnych.
Dekady później okazało się, że niszowe, ambitne prace Einsteina były skazane na niepowodzenie. W tym czasie nie znano jeszcze dobrze jądrowych oddziaływań silnych ani słabych. W latach 70. powstała teoria oddziaływań elektrosłabych, unifikująca elektromagnetyzm z oddziaływaniami słabymi. Dalszym krokiem są rozwijane teorie wielkiej unifikacji, łączące oddziaływania elektrosłabe z silnymi. Unifikacja z grawitacją (superunifikacja) ma być dopiero trzecim krokiem, a nie pierwszym.

### Schyłek życia
31 lipca 1943 r. Einstein został konsultantem Działu Badań i Wdrożeń Biura Uzbrojenia Marynarki Wojennej Stanów Zjednoczonych z pensją 25$ za dzień i pozostał nim do 30 czerwca 1946 r. W tym samym roku otrzymał doktorat honoris causa Lincoln University.
2 sierpnia 1946 r. Einstein został przewodniczącym nowo powstałego Komitetu Nadzwyczajnego Uczonych Atomistów (Emergency Committee of Atomic Scientists), mającego za cel informowanie opinii publicznej o kwestiach politycznych dotyczących bomby atomowej oraz o pokojowym wykorzystaniu energii jądrowej. Dwa lata później został nagrodzony One World Award.
W ostatnich latach życia Einstein miewał bóle w górnej części brzucha, a jesienią 1948 r. lekarz wykrył u niego guza wielkości pomarańczy. 31 grudnia laparotomia wykazała, iż był to tętniak aorty. W 1950 r. zaobserwowano powiększanie się tętniaka. 18 marca Einstein spisał testament, w którym wszystkie swoje listy, rękopisy i prawa autorskie przekazał Uniwersytetowi Hebrajskiemu. Einstein odmówił operacji, mówiąc: Chcę odejść, kiedy chcę. To niesmaczne sztucznie przedłużać życie. Zrobiłem swoje; czas odejść. Zrobię to elegancko.
W listopadzie 1952 r. Einsteinowi zaproponowano zostanie drugim prezydentem niedawno powstałego państwa Izrael, na co się nie zgodził. W grudniu 1953 r. został rektorem honorowym Uniwersytetu Hebrajskiego oraz otrzymał nagrodę Lord and Taylor Award.

### Śmierć
W poniedziałek 18 kwietnia 1955 roku, o godzinie 01:15 Einstein zmarł. Tego samego dnia jego zwłoki poddano kremacji w Trenton, a popioły rozsypano w nieznanym miejscu.
Zanim skremowano ciało Einsteina, Thomas Stoltz Harvey, patolog szpitala w Princeton, wyjął bez pozwolenia rodziny Einsteina jego mózg. Harvey miał nadzieję, że w przyszłości neurobiologia będzie mogła odkryć, co sprawiło, że Einstein był tak inteligentny.

## Nagrody

### Nagroda Nobla
Albert Einstein był nominowany do Nagrody Nobla jedenastokrotnie – prawie corocznie w latach 1910–1922, z wyjątkiem 1911 i 1915. Jego kandydaturę zgłaszało 40 różnych naukowców, w tym 12 z nich kilkukrotnie, mianowicie:
- jeden z nich – Warburg – 6 razy;
- ośmiu – Ostwald, Wien, Ehrenhaft, Naunyn, von Laue, E. Meyer, S. Meyer i Planck – po 3 razy;
- trzech – de Haas, Nordström i Hadamard – po 2 razy.

Licząc osobno różne zgłoszenia przez tę samą osobę, Einstein otrzymał łącznie 62 nominacje.
| Rok  | Kategoria w której nominowano Einsteina                                              | Zgłaszający | Liczba zgłaszających |
| ---- | ------------------------------------------------------------------------------------ | --- | -------------------- |
| 1910 | Badania o charakterze teoretycznym lub matematyczno-przyrodniczym                    | Wilhelm Ostwald | 1                    |
| 1912 | Fizyka teoretyczna                                                                   | W. Ostwald, Peter Pringsheim, Schaefer, Wilhelm Wien | 4                    |
| 1913 | Fizyka teoretyczna                                                                   | W. Ostwald, W. Wien, Bernhard Naunyn | 3                    |
| 1914 | Badania o naturze bardziej spekulatywnej, fizyka teoretyczna                         | B. Naunyn, Chwolson | 2                    |
| 1916 | Fizyka molekularna                                                                   | Paul Ehrenhaft | 1                    |
| 1917 | Prace związane z niezmiernie owocnymi badaniami Plancka dotyczącymi hipotezy kwantów | de Haas, Otto Heinrich Warburg, Weiss | 3                    |
| 1918 | Fizyka kwantowa                                                                      | O. Warburg, P. Ehrenhaft, W. Wien, Max von Laue, Edgar Meyer, Stefan Meyer | 6                    |
| 1919 | Fizyka teoretyczna                                                                   | O. Warburg, M. von Laue, E. Meyer, Max Planck, Svante Arrhenius | 5                    |
| 1920 | Fizyka matematyczna                                                                  | O. Warburg, Heinlich Wilhelm Waldeyer, Ornstein, Hendrik Antoon Lorentz, Julius, Pieter Zeeman, Heike Kamerlingh Onnes, Niels Bohr                                                          | 8                    |
| 1921 | Fizyka matematyczna                                                                  | M. Planck, de Haas, O. Warburg, Dällenbach, Jaffe, Marks, Gunnar Nordström, Charles Walcott, Wiener, Arthur Stanley Eddington, Jaques Salomon Hadamard, Lyman, Oseen                        | 13                   |
| 1922 | Fizyka matematyczna                                                                  | M. Planck, P. Ehrenhaft, M. von Laue, J. Hadamard, S. Meyer, E. Meyer, G. Nordström, B. Nauyn, O. Warburg, Arnold Sommerfeld, Donder, Wagner, Emden, Poulton, Paul Langevin, Léon Brillouin | 16                   |

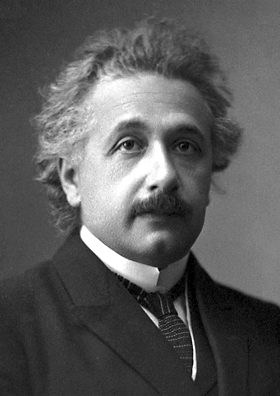
Albert Einstein (1921)

W 1922 r. Einstein otrzymał Nagrodę Nobla za rok 1921 „za zasługi dla fizyki teoretycznej, szczególnie za odkrycie praw rządzących efektem fotoelektrycznym”. W czasie wręczania nagród Einstein był za granicą, więc w jego imieniu wystąpił Rudolf Nadolny, ambasador Niemiec w Szwecji.
W większości nominacji uzasadnieniem było sformułowanie przez Einsteina teorii względności. Według komitetu noblowskiego nie była ona wystarczająco potwierdzona doświadczalnie. Z tego powodu Einstein otrzymał nagrodę tak późno. Jednak komitet był pod silnym naciskiem, by przyznać nagrodę Einsteinowi. Z tego powodu komitet przyjął propozycję Oseena, by przyznać Einsteinowi nagrodę, jako uzasadnienie podając prace nad efektem fotoelektrycznym.

### Inne wyróżnienia
Mimo oporów Komitetu Noblowskiego teoria względności została potem doceniona m.in. przez Towarzystwo Królewskie w Londynie (ang. The Royal Society of London) – w 1925 roku przyznało Einsteinowi Medal Copleya, w uzasadnieniu wprost podając teorię względności.
W 1923 otrzymał niemiecki Order Pour le Mérite za Naukę i Sztukę, z którego zrezygnował w 1933.

## Narodowość i obywatelstwo

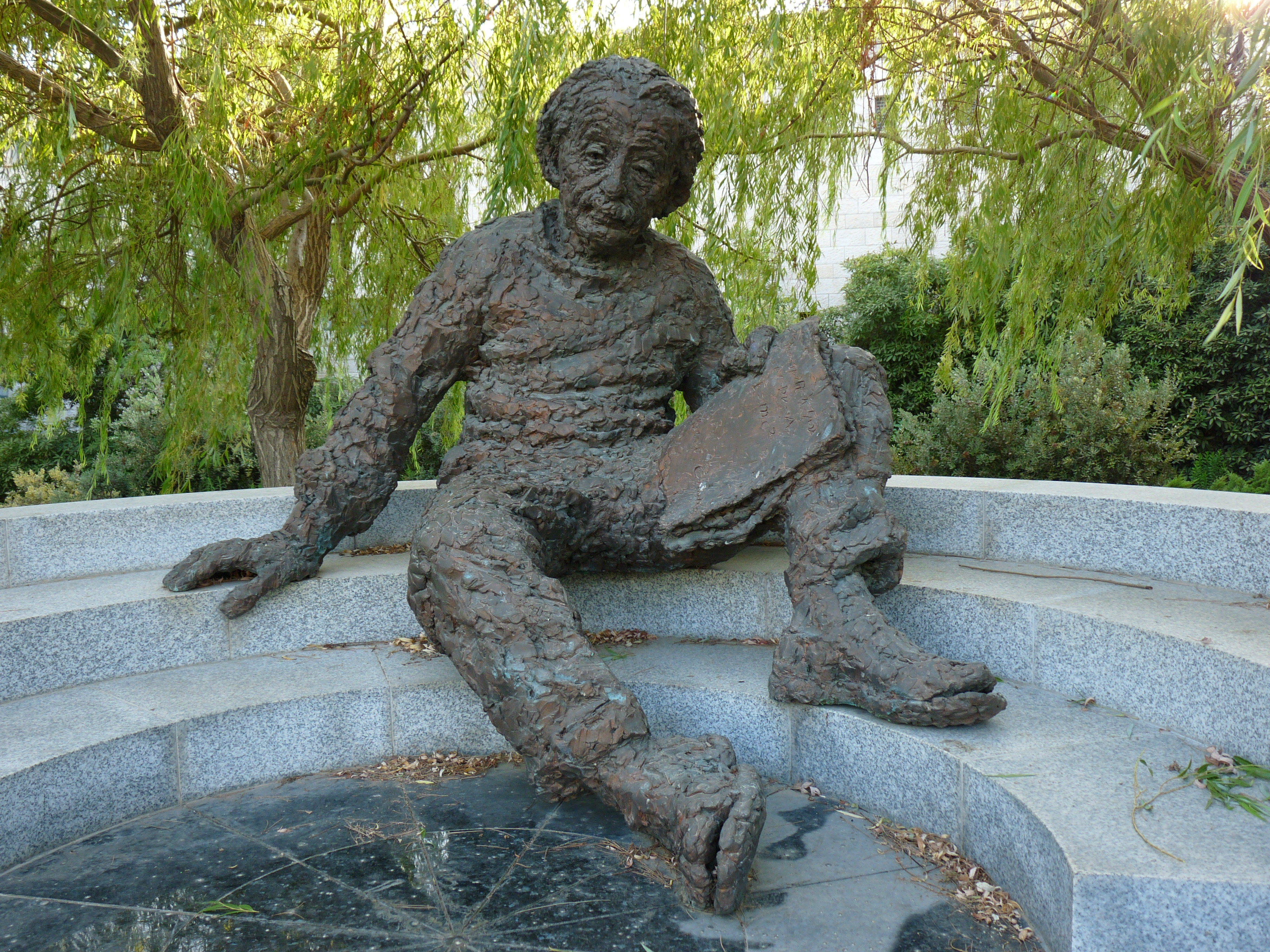
Pomnik Alberta Einsteina w Izraelskiej Akademii Nauk

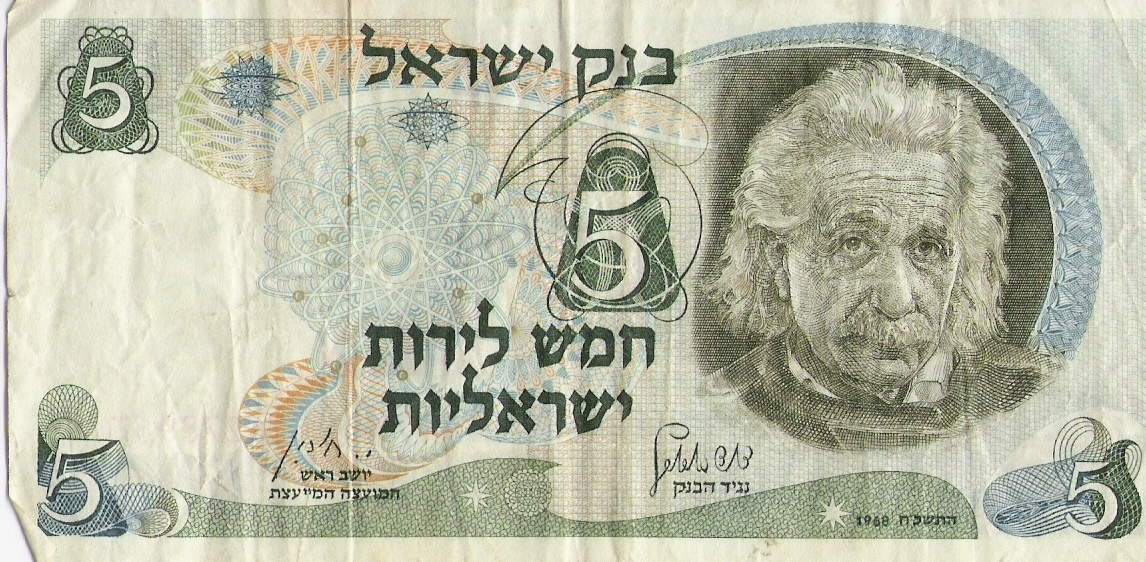
Banknot 5 lir izraelskich (1968)

### Stan formalny
Z pochodzenia Albert Einstein był niemieckim Żydem. Mimo to w ciągu całego życia był obywatelem łącznie 4 różnych krajów: Niemiec, Szwajcarii, Austrii i USA. Okresowo bywał obywatelem dwóch z nich jednocześnie, a przez pewien czas był bezpaństwowcem. Jego status zmieniał się 6 razy:
- Do 17. roku życia był poddanym króla Wirtembergii.
- 28 stycznia 1896 roku, na wniosek swojego ojca, został zwolniony z tego poddaństwa, dzięki czemu ojciec mógł złożyć prośbę o naturalizowanie syna jako obywatela Szwajcarii. Od tej daty do 21 marca 1901 Einstein pozostawał bezpaństwowcem.
- 21 marca 1901 roku przyznano mu obywatelstwo Szwajcarii, a dokładnie miasta Zurych. Mieszkał nie tylko w Zurychu, ale także w Bernie wraz z żoną i dwoma synami. W cudownym roku 1905, kiedy opublikował szczególną teorię względności i inne przełomowe prace, był więc formalnie Szwajcarem. Z obywatelstwa Szwajcarii nigdy nie zrezygnował[137].
- Od 1 kwietnia 1911 roku do 30 września 1912 roku, w związku z objęciem katedry fizyki teoretycznej na Uniwersytecie w Pradze, stał się poddanym cesarza Austrii, nadal pozostając jednocześnie obywatelem Szwajcarii.
- W kwietniu 1914 roku stał się poddanym cesarza Rzeszy Niemieckiej w związku z objęciem funkcji profesora na Uniwersytecie w Berlinie. Po zakończeniu I wojny światowej i powstaniu Republiki Weimarskiej stał się automatycznie obywatelem Niemiec, jako osoba pozostająca na państwowej służbie tego kraju[137]. W momencie otrzymania Nagrody Nobla w 1921 był więc formalnie i Niemcem, i Szwajcarem. Obie te narodowości widnieją w oficjalnych spisach noblistów[138].
- Obywatelstwa niemieckiego został automatycznie pozbawiony przez rząd III Rzeszy w związku z jego rezygnacją z pełnienia funkcji publicznych w tym kraju i wyjazdem do Stanów Zjednoczonych w 1933 roku. Do 1940 roku pozostawał ponownie wyłącznie obywatelem Szwajcarii.
- 1 października 1940 roku złożył przysięgę na konstytucję i został obywatelem Stanów Zjednoczonych, pozostając aż do śmierci nadal również obywatelem Szwajcarii[137].

### Opinia Einsteina
Sam Albert Einstein uważał się za niemieckojęzycznego bezpaństwowca, pochodzenia żydowskiego. Zawsze protestował przeciwko przypisywaniu jego osiągnięć któremukolwiek z państw.
W 1918 r., zapytany o teorię względności, Einstein powiedział:

Jeżeli teoria względności okaże się prawdziwa, to Niemcy nazwą mnie wielkim Niemcem, Szwajcarzy – Szwajcarem, a Francuzi – wielkim uczonym. Jeżeli natomiast teoria względności okaże się błędna, wtedy Francuzi nazwą mnie Szwajcarem, Szwajcarzy – Niemcem, a Niemcy – Żydem.

Jego ojczystym językiem i praktycznie jedynym, którym dobrze władał, był niemiecki. Wszystkie jego publikacje i książki były napisane po niemiecku. Mimo długiego pobytu w USA jego znajomość angielskiego sprowadzała się do najprostszych zwrotów i kilkuset słów potrzebnych do codziennego funkcjonowania w tym kraju.

## Niektóre odkrycia
Albert Einstein opublikował ponad 300 prac naukowych. Niektóre z nich to:
1905:
- Szczególna teoria względności, pozwalająca pogodzić względność ruchu z obserwowaną niezależnością prędkości światła w próżni od obserwatora i zawierająca słynną formułę E=mc²
- Opis i wyjaśnienie ruchów Browna, kolejny dowód istnienia atomów
- Wyjaśnienie efektu fotoelektrycznego, wprowadzające pojęcie fotonu, cząstki elementarnej będącej nośnikiem oddziaływania elektromagnetycznego. Był to pierwszy krok do odkrycia dualizmu korpuskularno-falowego. Za to odkrycie przyznano Einsteinowi Nagrodę Nobla.

1907:
- Kwantowa teoria ciepła właściwego ciała stałego. Pokazała ona, że wzór Plancka E=hν nie stosuje się tylko do ciała doskonale czarnego, ale jest uniwersalnym prawem fizyki.

1913:
- Energia punktu zerowego, przewidziana wraz z Otto Sternem – minimalna energia kwantowej próżni

1915:
- Ogólna teoria względności (OTW), nowa teoria grawitacji tłumacząca zjawiska grawitacyjne geometrycznymi własnościami zakrzywionej przez masę lub energię czasoprzestrzeni
- Efekt Einsteina-de Haasa – obserwacyjny dowód związku pola magnetycznego ciał z momentem pędu ich składowych

1917:
- Pierwszy model kosmologiczny: cylindryczny, szybko obalony przez Prawo Hubble’a

1918:
- Teoria procesu emisji i absorpcji promieniowania elektromagnetycznego przez atomy. Jest ona podstawą działania laserów

1924:
- Statystyka Bosego-Einsteina, dotycząca rozkładu stanów kwantowych bozonów
- Kondensacja Bosego-Einsteina, efekt kwantowy zachodzący w układach podległych statystyce Bosego-Einsteina

1935:
- Paradoks EPR (paradoks Einsteina-Podolskiego-Rosena), mający udowodnić nieprawdziwość splątania kwantowego. Został on rozwinięty w latach 60. XX w. przez twierdzenie Bella.
- Jedne z pierwszych spekulacji o tunelach czasoprzestrzennych (most Einsteina-Rosena)

Oprócz tego Einstein:
- znalazł równania Einsteina-Infelda-Hoffmanna – przybliżenie dla swojej ogólnej teorii względności, rozszerzające mechanikę Newtona;
- wraz z Leó Szilárdem opatentował urządzenie zwane lodówką Einsteina;
- jest współautorem spekulatywnej, niesprawdzonej teorii grawitacji, rozszerzającej OTW – teorii Einsteina-Cartana[potrzebny przypis].

## Poglądy

### Krytyka interpretacji kopenhaskiej

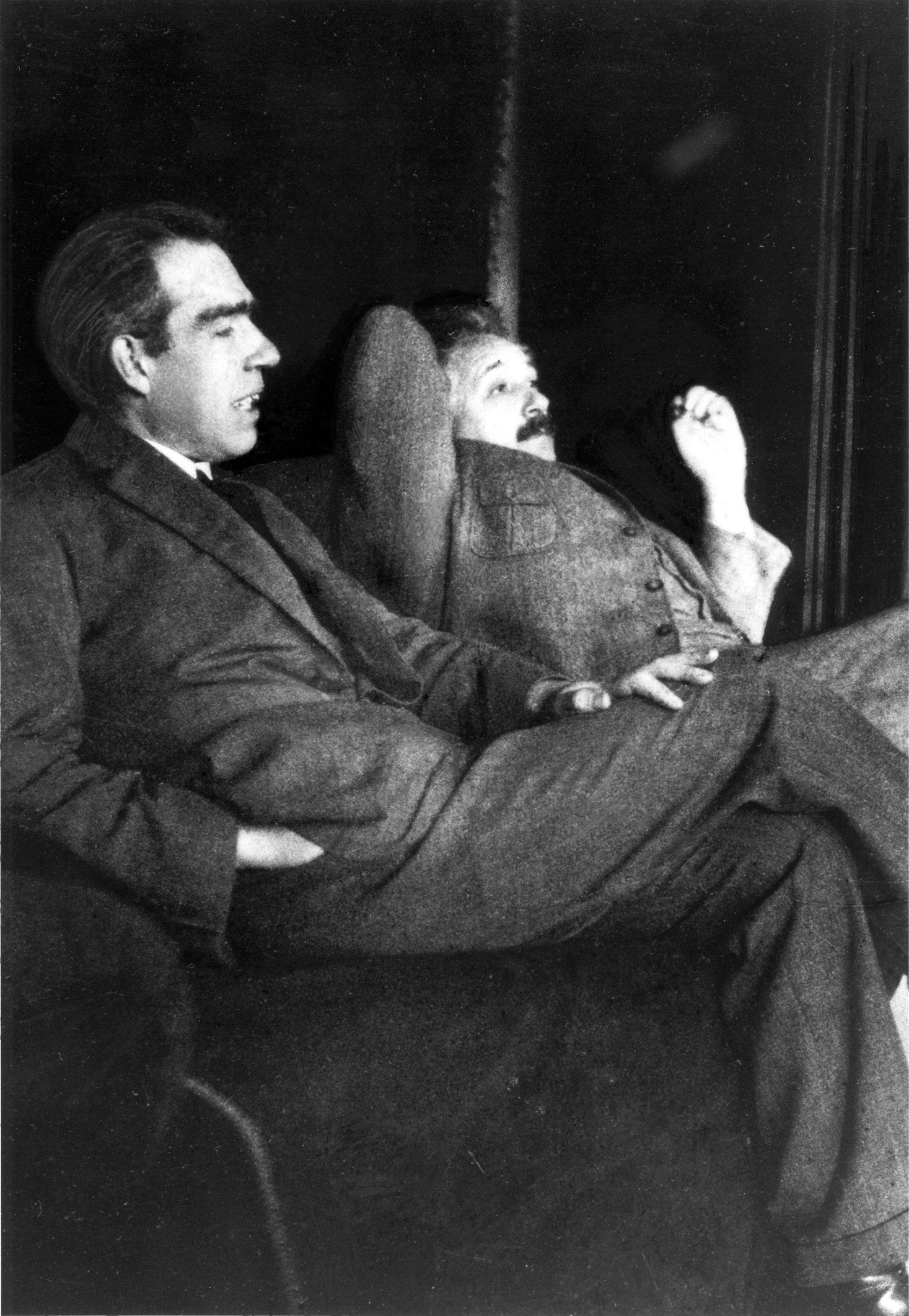
Albert Einstein i Niels Bohr w 1925 r.

Pomimo że Albert Einstein nazywał mechanikę kwantową „najbardziej udaną teorią naszych czasów”, należał do największych krytyków jej kompletności i fundamentalnego statusu. Nie uznawał przewidywanej przez nią losowości zdarzeń (mawiał: „Bóg nie gra w kości”) i wierzył, że w przyszłości powstanie teoria, która tę losowość wyeliminuje. W liście do Maxa Borna z 1944 r. pisał:

Znaleźliśmy się na antypodach w naszych naukowych oczekiwaniach. Ty wierzysz w Boga, który gra w kości, a ja w całkowity porządek i prawo, obowiązujące w obiektywnie istniejącym świecie; próbuję je, w szalenie spekulatywny sposób, uchwycić. Mocno wierzę, ale mam nadzieję, że ktoś odkryje bardziej realistyczny sposób czy raczej bardziej namacalną podstawę, niż mnie przypadła w udziale. Nawet wielkie początkowe sukcesy teorii kwantowej nie skłoniły mnie do uwierzenia w leżącą u podstaw grę w kości, chociaż doskonale zdaję sobie sprawę, że nasi młodsi koledzy interpretują to jako oznakę mej starości. Nie ulega wątpliwości, że nadejdzie dzień, który rozstrzygnie, czyje przeczucia były prawdziwe.

Uznawał, że świat w gruncie rzeczy zbudowany jest w sposób klasyczny i relatywistyczny, a obowiązująca w mechanice kwantowej zasada nieoznaczoności Heisenberga jedynie tymczasowo ogranicza nasze poznanie. W efekcie Einstein stał się gorącym zwolennikiem teorii ukrytych zmiennych, pojmując istnienie cząstek w sposób klasyczny i nie zgadzając się z probabilistyczną interpretacją funkcji falowych. Twierdził, że cząstka tak naprawdę posiada pęd i położenie w sensie klasycznym, natomiast niemożliwość ich jednoczesnego ustalenia wynikająca z zasady nieoznaczoności może minąć, gdy mechanikę kwantową zastąpi nowsza teoria, „uchylająca” nieoznaczoność. Takiemu postawieniu sprawy przez Einsteina sprzeciwiał się Niels Bohr i cała szkoła kopenhaska, która interpretowała mechanikę kwantową jako probabilistyczną i kompletną.
Einstein zgadzał się z de Broglie’em i Bohmem, że mechanikę kwantową należy zastąpić przez teorię realistyczną, najlepiej deterministyczną. Mimo to odrzucał ich teorię fali pilotującej, ponieważ była jawnie nielokalna.
Einstein nie uznawał splątania kwantowego, które nazywał „upiornym połączeniem na odległość”, powstał EPR – Paradoks Einsteina Podolskiego Rosena.
Eksperyment myślowy EPR został rozwinięty matematycznie w latach 60. XX wieku poprzez nierówności Bella. Doprowadziły one uznawaną przez Einsteina teorię lokalnych ukrytych zmiennych do sprzeczności. Ostateczne potwierdzenie, że Einstein nie miał racji, przyniósł eksperyment. O ile pierwsze, niedokładne doświadczenia nad EPR (prowadzone jeszcze za życia Einsteina) nie były przekonujące, to o ostatecznej porażce uznawanej przez Einsteina teorii lokalnych ukrytych zmiennych zadecydowało doświadczenie Zeilingera w 1991 r. – wystarczająco dokładne, by ją obalić.

### Poglądy filozoficzne
Einstein nie ukrywał zainteresowania niektórymi dziedzinami filozofii:

Filozofia zawsze mnie interesowała, lecz jedynie wtórnie. W swoich zainteresowaniach naukowych skupiałem się na sprawach zasadniczych. To pozwala najlepiej zrozumieć, dlaczego jednymi rzeczami się zajmowałem, a innymi nie.

#### Metodologia
Einstein był przeciwnikiem stosowania zasady indukcji podczas formułowania teorii fizycznych. Wpłynęło na to sformułowanie przez niego ogólnej teorii względności. Stwierdził:

Teoria grawitacji nauczyła mnie jeszcze jednej rzeczy: nawet z najbogatszego zbioru faktów empirycznych nie można wyprowadzać tak skomplikowanych równań. Teoria może być empirycznie potwierdzona, ale nie istnieje droga od doświadczenia do konstrukcji teorii. Równania tak skomplikowane jak równania pola grawitacyjnego mogą być sformułowane jedynie poprzez odkrycie logicznie prostej zasady matematycznej, która całkowicie lub prawie całkowicie określa równanie. Po uzyskaniu tych warunków formalnych w postaci dostatecznie silnej do skonstruowania teorii wystarczy minimalna znajomość faktów.

Odrzucał w ten sposób podejście Newtona do sposobu tworzenia podstaw nauki. Einstein nie wierzył w możliwość pewnego udowodnienia jakiejkolwiek hipotezy naukowej, aby stała się ona pewną i niepodważalną teorią. Każde sformułowanie praw nauki uznawał za ułomne dzieło intuicji badacza. Wyznawał zasadę, że poszczególne hipotezy powinny być ciągle poddawane krytyce na podstawie nowo tworzonych idei czy efektów eksperymentów. Twierdził również, że jeśli jakiejś teorii nie można przedstawić za pomocą obrazu fizycznego, to prawdopodobnie jest ona bezużyteczna.
Poniżej kilka cytatów Einsteina świadczących o jego poglądach:

Odkrycia nie dokonuje się na drodze logicznego rozumowania, pomimo tego, iż jego efektowi końcowemu nadawana jest forma logiczna.
Moim zdaniem istnieje jedna droga poznania i jej odnalezienie pozostaje w naszej mocy. Dotychczasowe doświadczenie potwierdza nasze przekonanie, że w przyrodzie realizowana jest idea matematycznej prostoty.
Pojęcia i sądy naukowe uzyskują swoje „znaczenie”, czy też „treść”, jedynie poprzez odniesienie do danych zmysłowych. Powiązanie jednych i drugich ma czysto intuicyjny, sam w sobie nielogiczny, charakter. Stopień pewności tego związku, owego intuicyjnego zestawienia, nic innego, odróżnia czyste fantazje od tego, co nazywamy „prawdą” w nauce. System pojęć wraz z regułami składniowymi wyznaczającymi jego strukturę jest wytworem człowieka. Pomimo iż systemy pojęć są całkowicie arbitralne pod względem logicznym, ogranicza je realizowany cel – osiągnięcie możliwie najpełniejszej i najbardziej wiarygodnej (intuicyjnie) zgodności z całością danych zmysłowych. Drugim ograniczeniem jest dążenie do jak najmniejszej liczby ich niezależnych logicznie elementów (aksjomatów), to znaczy pojęć niedefiniowalnych i sądów postulowanych, a nie wyprowadzonych na drodze logicznego rozumowania. Sąd jest prawidłowy, jeżeli został wyprowadzony w ramach jakiegoś systemu logicznego zgodnie z przyjętymi regułami wnioskowania. Prawdziwość systemu logicznego wyznaczona jest przez stopień pewności i kompletności, w jaki wyraża on całość naszego doświadczenia. Zatem prawidłowy sąd czerpie swą „prawdziwość” z prawdziwości systemu logicznego, do którego przynależy.
Teorię fizyczną charakteryzują dwa dążenia:
1. Objąć w miarę możliwości wszystkie zjawiska i ich wzajemne związki (zupełność)
2. Zrealizować ten cel w oparciu o jak najmniejszą liczbę niezależnych logicznie pojęć i arbitralnie założonych związków pomiędzy nimi (prawa pierwotne, aksjomaty). Nazywam to „jednorodnością logiczną”. Ten drugi postulat można wyrazić, brutalnie, acz rzetelnie, w następujący sposób: Nie tylko chcemy się dowiedzieć, jaka jest Przyroda (oraz jak przebiegają jej procesy), lecz także, w miarę możliwości osiągnąć być może utopijny i pretensjonalnie brzmiący cel – poznanie, dlaczego Przyroda jest, jaka jest, a nie inna. Na tym polega największa satysfakcja dostępna uczonemu.

#### Inne poglądy
Einstein był zafascynowany samą możliwością poznania Wszechświata. Pisał o wielkiej satysfakcji, jaką dają sukcesy w tej dziedzinie (uprawianiu nauki):

Pragnienie ujrzenia harmonii przedustawnej to stan emocjonalny bliski tym, które są udziałem mistyków lub zakochanych.
Nagrodą za trud uczonego jest to, co Henri Poincaré nazywa radością poznania, a nie ewentualne możliwości praktycznego zastosowania jego odkryć.
Można powiedzieć, że „wieczna zagadka świata” to jego zrozumiałość. Jedna z większych zasług Kanta polega na tym, że pokazał on bezsensowność twierdzenia o realności świata zewnętrznego bez tej zrozumiałości. Gdy mówimy o „zrozumiałości”, sens tego wyrażenia jest całkiem prosty. Zawiera on w sobie doprowadzenie do określonego uporządkowania wrażeń zmysłowych przez tworzenie ogólnych pojęć, ustanowienie wzajemnych związków między tymi pojęciami a doświadczeniem zmysłowym; związki te bywają ustanawiane wszelkimi możliwymi sposobami. W tym sensie świat naszego zmysłowego doświadczenia jest zrozumiały. Sam fakt tej doskonałości przedstawia się jako cud.

Einstein był deterministą. W liście do Maksa Borna pisał tak:

Ty wierzysz w Boga, który gra w kości, ja w panowanie i porządek w świecie obiektywnie istniejącym, który próbuję ująć na drodze dzikiej spekulacji.

Jego determinizm był inkompatybilistyczny – Einstein krytykował pojęcie wolnej woli.

Doprawdy nie rozumiem, co ludzie mają na myśli, gdy mówią, iż człowiek posiada wolną wolę. Mam, na przykład, świadomość, że chcę tego czy owego, lecz nie pojmuję zupełnie, co to ma wspólnego z wolnością. Czuję, że mam ochotę zapalić fajkę i ją zapalam – gdzież tu jest miejsce na wolność? Co kryje się za aktem woli, by zapalić fajkę? Inny akt woli? Schopenhauer powiedział kiedyś: „Człowiek może robić, co chce, ale nie może chcieć, co chce”.

Wbrew utartym poglądom Einstein nie wyprowadzał ze swoich teorii zasad relatywizmu.

### Poglądy religijne

#### Dzieciństwo
W czasach dzieciństwa Einsteina niemieckie prawo wymagało, aby każdy uczeń zdobywał religijne wykształcenie, dlatego jego względnie niepraktykujący rodzice zatrudnili korepetytora. W wieku jedenastu lat, Einstein był głęboko wierzący i we wszystkich detalach przestrzegał norm religijnych, zgodnie z doktrynami judaizmu nie jadł wieprzowiny , czytał i akceptował Biblię, a nawet tworzył i śpiewał piosenki wychwalające Boga – często dla samego siebie. Wszystko to się skończyło gwałtownie w wieku 12 lat, gdy odkrył świat nauki i uznał, że co najmniej część historii z Biblii nie może być prawdziwa. Zainteresował się matematyką, a potem fizyką . Nigdy już nie wrócił do swoich poprzednich przekonań .

#### Dorosłość
Z perspektywy religii abrahamowych, takich jak chrześcijaństwo i judaizm, Einstein był całkowicie niereligijny od 12 roku życia – w wieku 13 lat odmówił wzięcia udziału w bar micwie (odpowiednik bierzmowania), jego małżeństwa były cywilne, nie brał udziału w religijnych nabożeństwach i zdecydował się na świecki pogrzeb. Sam stwierdził, że nie akceptował żadnych kościelnych koncepcji Boga, do masowej religijnej indoktrynacji odkąd pamięta podchodził z oburzeniem, odrzucał ślepą wiarę, nie wierzył w życie po śmierci, wielokrotnie twierdził, że nie jest teistą; argumentował, że nic boskiego nie jest wymagane dla moralności, jak również nie modlił się. Własne podejście do metaforycznego stosowania przez siebie słowa „Bóg”, jak również do Biblii, Einstein zamieścił w prywatnym liście napisanym do swojego znajomego, który napisał książkę opierającą się na Biblii. W tym liście, Einstein rok przed śmiercią napisał do Erica Gutkinda:

Słowo „Bóg” jest dla mnie niczym więcej niż wyrazem i produktem ludzkich słabości, Biblia zbiorem wielu dostojnych, ale i tak prymitywnych legend, które są ponadto bardzo dziecinne. W moim przypadku, żadna interpretacja [Biblii], bez znaczenia jak subtelna, nie może tego zmienić. Dla mnie pierwotny judaizm, tak jak wszystkie inne religie, jest ucieleśnieniem najbardziej dziecinnych przesądów.

Wcześniejsze listy
Twierdzenia jakoby Einstein się nawrócił krążyły jeszcze przed jego śmiercią. Wyjątkowo klarowny jest list Einsteina napisany do Guya Ranera, w którym Einstein odpowiada na doniesienia, że pewien ksiądz jezuicki twierdzi, iż rzekomo odwiódł go od ateizmu; Einstein tym samym wyjaśnia, jakie są jego przekonania w oczach chrześcijanina:

Ani razu w swoim życiu nie rozmawiałem z księdzem jezuitą i jestem zdumiony, z jaką bezczelnością są takie kłamstwa opowiadane o mnie. Z punktu widzenia jezuickiego księdza, zdecydowanie jestem i zawsze byłem ateistą. … Stosowanie antropomorficznych koncepcji w sprawach dotyczących rzeczy poza ludzką sferą jest zawsze mylące – dziecinne analogie. Musimy z pokorą podziwiać piękną harmonię struktury tego świata – na tyle na ile możemy ją uchwycić; i to wszystko.

W kolejnym liście do Guya Ranera, Einstein ponownie podkreśla, że idea Boga osobowego jest dla niego dziecinna (ang. childlike) oraz dodaje:
Można mnie [także] nazwać agnostykiem, ale nie podzielam ofensywnego ducha profesjonalnego ateisty, którego zapał jest, w większości, wynikiem bolesnego aktu wyzwolenia się z kajdan młodzieńczej indoktrynacji religijnej. Preferuję postawę pokory korespondującą z ułomnością naszego intelektualnego rozumienia natury i naszej egzystencji.
W 1940 roku Albert Einstein, w liście do Morrisa Raphaela Cohena, wstawił się za atakowanym Bertrandem Russellem – słynnym ateistą i antyteistą XX wieku, autorem popularnego eseju Dlaczego nie jestem chrześcijaninem – pisząc o nim w sposób następujący:
Wielkie umysły zawsze napotykały na brutalną opozycję miernot. Ci drudzy nie są w stanie zrozumieć człowieka, który nie ulega bezmyślnie dziedzicznym uprzedzeniom, ale uczciwie i odważnie używa swojej inteligencji.
Napisał również w obronie Russella wiersz .

#### Perspektywy
Treść listu z 1954 roku przeleżała w prywatnej kolekcji 50 lat i nie znali jej wiodący eksperci. W szczególności nie jest on uwzględniony w książce postrzeganej za najbardziej autorytatywną pracę naukową o relacjach Einsteina i religii – Einstein and Religion autorstwa Maxa Jammera (związanego z fundacją Templetona) . Według Martíneza, liczne publiczne wypowiedzi Einsteina były lustrowane przez opinię publiczną, wobec czego nauczył się on wypowiadać w sposób, który był akceptowalny dla większej liczby osób. Spowodowało to, że przez dekady religijni apologeci cytowali wybrane jego wypowiedzi. Natomiast w tym prywatnym liście z 1954 roku, który ujrzał światło dzienne podczas aukcji w 2008 roku, Einstein zdecydował się otwarcie i dosadnie napisać o swoich poglądach. Nowa Katolicka Encyklopedia stosując pojęcie religijność wobec Einsteina, zamieszcza je w cudzysłowie, podkreślając jedynie metaforyczny sens tego wyrażenia.
Martínez podsumowuje, że gdy Einstein w początkowym okresie swojego życia stracił wiarę w teologię judaizmu i chrześcijaństwa, to zamiast porzucić słownictwo religijne, zdecydował, że zredefiniuje je. W efekcie, jako religijność rozumiał poczucie zachwytu nad światem. Max Jammer w książce Einstein and Religion, która została opublikowana dziesięć lat przed wypłynięciem listu z 1954, podobnie argumentuje, że Einstein po prostu miał taki styl wypowiadania się, że używał słów związanych z religią w niekonwencjonalnym sensie i nie chodziło mu o Boga osobowego. Odmiennego zdania był Walter Issaacson, który protestował przeciwko uznawaniu wypowiedzi Einsteina za jedynie maskujących ateizm poprzez nazywanie natury metaforycznie Bogiem, chociaż zgadzał się, że taki nawet w jego rozumieniu nie ingeruje w sprawy człowieka. Że Einstein nie był ateistą argumentował również Max Jammer. Opinie te należy rozpatrywać jako potencjalnie nieaktualne, gdyż książki tych autorów były opublikowane przed 2008 rokiem.
Sposób wypowiadania się Einsteina ilustruje następujący przykład: „To co mnie naprawdę interesuje, to wiedza czy Bóg mógł stworzyć świat inaczej; innymi słowy, czy wymóg logicznej prostoty dopuszcza margines swobody”. – Albert Einstein, lata 40. XX wieku. Martínez komentuje, że jeśli druga część zdania miała wyjaśniać pierwszą, to pokazuje ona prawdziwe fizyczne znaczenie tej pierwszej jako tylko powierzchownie religijne. Gdy Einstein stwierdził, że Bóg jest wyrafinowany, ale nie złośliwy; to podobnie dopowiedział, że to co naprawdę miał na myśli, to że „Natura skrywa swój sekret poprzez wzniosłość swej istoty, ale nie poprzez oszustwa.”

#### Kosmiczna religia
Niektórzy określali poglądy Einsteina mianem „kosmicznej religii” (ang. cosmic religion). Pewien rabin cytowany w książce Jammera zwrócił uwagę, iż niektórzy teologowie mówili odnośnie do poglądów Einsteina, że mogą się one okazać rodzajem panteizmu praktycznie identycznego z ateizmem. Na poparcie krytyki poglądów Einsteina, opublikowanej w 1929 roku, przez bostońskiego kardynała O’Connellego, watykański dziennik Osservatore Romano napisał, że poglądy Einsteina, to „autentyczny ateizm nawet jeśli jest zakamuflowany jako kosmiczny panteizm” w nawiązaniu do twierdzeń Einsteina, że fascynuje go panteizm Spinozy, chociaż Einstein sam nie był pewien czy to trafne określenie. To wszystko miało miejsce przed wystawieniem na aukcję prywatnego listu Einsteina napisanego w 1954 roku (a nawet przed jego napisaniem).

### Poglądy polityczne i gospodarcze
Przed II wojną światową Einstein był zdeklarowanym pacyfistą. Nawoływał ludzi do odmowy noszenia broni, uważał, że to dobry sposób powstrzymania wojen. W artykule, zamieszczonym w czasopiśmie Forum and Century (tom 84, s. 193–194), opublikowanym również w książce „Living Philosophies” (NY, Simon and Schuster 1931), napisał m.in.:

…wartościową kategorię w krzątaninie ludzkiego życia stanowi, według mojego zrozumienia, nie państwo, lecz twórcza i wrażliwa osobowość; to tylko ona tworzy rzeczy szlachetne i wzniosłe, podczas gdy stado jako całość jest tępe, zarówno w swym myśleniu, jak i odczuwaniu.
Skoro poruszam ten temat, muszę poświęcić kilka słów najgorszemu wytworowi współżycia w stadzie: mam tu na myśli znienawidzone przeze mnie siły zbrojne. … Ową hańbiącą plamę na honorze cywilizacji należałoby usunąć jak najprędzej. Jakże nienawidzę tego bohaterstwa na komendę, bezmyślnej przemocy i wszystkich tych odrażających nonsensów, które określa się mianem patriotyzmu! Jakże nikczemna i zasługująca na pogardę jest dla mnie wojna! Pozwoliłbym się posiekać na kawałki, niżbym miał się dać wciągnąć do takich nędznych zadań! Jestem jednak dobrego mniemania o ludzkości i sądzę, iż to ponure widmo dawno by już odeszło w niepamięć, gdyby nie to, że określone finansowe i polityczne interesy korumpują systematycznie zdrowy rozsądek ludów, posługując się do tego oświatą i prasą.

Gdy Hitler doszedł do władzy, Einstein zrewidował swoje poglądy i uznał, że Hitlera można powstrzymać jedynie siłą. Stwierdził:

Zorganizowanej sile można przeciwstawić się tylko zorganizowaną siłą. Niezależnie od tego, jak bardzo bym tego żałował, nie ma innego wyjścia.

Po wojnie tak skomentował zimną wojnę i produkcję bomb atomowych przez USA:

Nie wiem, jaka broń zostanie użyta w trzeciej wojnie światowej, ale czwarta będzie na maczugi.

Einstein chciał, by powstał międzynarodowy rząd. W audycji radiowej emitowanej w maju 1946 r. mówił:

Jedyną nadzieją na bezpieczeństwo jest zapewnienie pokoju za pośrednictwem instytucji ponadpaństwowych. (…) Musi powstać rząd światowy, który będzie w stanie rozstrzygać międzynarodowe konflikty na drodze prawnej. (…) Rząd ten musi działać w oparciu o niedwuznacznie sformułowaną konstytucję zaaprobowaną przez wszystkie rządy i wszystkie państwa, przyznającą mu wyłączność na użycie broni ofensywnej. (…)

Można powiedzieć, że przywódcy czy państwa miłują pokój jedynie wtedy, gdy są gotowi powierzyć dysponowanie siłą militarną ciałom międzynarodowym i wyrzec się wszelkich prób, a nawet możliwości realizowania swych interesów poza swym terytorium przy użyciu siły.

Pod względem politycznym był zwolennikiem socjalizmu i krytykiem kapitalizmu. Swoje poglądy polityczne przedstawił w wydanej w 1949 roku publikacji Po co nam socjalizm? .

## Upamiętnienie

### Nazewnictwo
- Pierwiastek chemiczny nr 99, z rodziny aktynowców, odkryty w połowie XX w., nazwano einstein lub ajnsztajn (łac. einsteinium), w skrócie Es.
- W fotochemii jednostkę jednego mola fotonów nazwano einstein lub ajnsztajn, w skrócie E.
- 24 listopada 1961 ulicy w Warszawie, na terenie późniejszej dzielnicy Bemowo, nadano nazwę ulicy Alberta Einsteina[196].
- W 1990 roku Światowa Rada Kultury zaczęła przyznawać nagrodę Albert Einstein World Award of Science.

### Inne formy
- W 1980 roku Andy Warhol stworzył portret Alberta Einsteina. Praca należy do cyklu Dziesięć portretów Żydów XX wieku[197].
- Wizerunek Einsteina widnieje wsród innych znanych osób na okładce albumu The Beatles o nazwie Sgt. Pepper’s Lonely Hearts Club Band[198].
- Postać Einsteina występuje w filmie o nazwie Z przymrużeniem oka z 1985 roku[199][200].
- Postać Einsteina została przedstawiona komediowo w filmie Młody Einstein[201].
- Film Einstein z 2008 roku[202][203].
- W 2017 roku powstał 10-odcinkowy fabularyzowany serial dokumentalny o Einsteinie pod tytułem „Geniusz”, zrealizowany przez National Geographic[204][205].
- Postać Einsteina pojawia się w filmie Oppenheimer z 2023 roku[206].
- Film z 2024 roku ,,Einstein i bomba"[207][208].

## Publikacje książkowe
Po polsku ukazało się kilka dzieł samego Einsteina oraz książek ułożonych z jego prac przez innych autorów:
1. 1958: Istota teorii względności (z ang. The Meaning of Relativity), tłum. Andrzej Trautman, Państwowe Wydawnictwo Naukowe.
  - 1962: II wydanie, PWN.
  - 1997: III wydanie, seria „Klasycy Nauki”, Prószyński i S-ka, ISBN 83-7180627-2.
  - 2021: nowe wydanie, przedmowa: Brian Greene, Zysk i S-ka, ISBN 978-83-8202341-1.
2. 1996: Zapiski autobiograficzne, tłum. Jacek Staruszkiewicz, Znak, ISBN 83-7006451-5.
3. 1997: Teoria względności i inne eseje, tłum. Piotr Amsterdamski, seria „Klasycy Nauki”, Prószyński i S-ka, ISBN 83-7180-019-3.
4. 1998: Ewolucja fizyki. Rozwój poglądów od najdawniejszych pojęć do teorii względności i kwantów, wraz z Leopoldem Infeldem, tłum. Ryszard Gajewski, seria „Klasycy Nauki”, Prószyński i S-ka, ISBN 83-7180-985-9.
5. 1999: Pisma filozoficzne, tłum. Kazimierz Napiórkowski, Wydawnictwo Instytutu Filozofii i Socjologii Polskiej Akademii Nauk, ISBN 83-8763225-2.
6. 2005: 5 prac, które zmieniły oblicze fizyki, przedmowa: Roger Penrose, wstęp i komentarz: John Stachel, tłum. Piotr Amsterdamski, Wydawnictwa Uniwersytetu Warszawskiego, ISBN 83-2350126-2.
  - 2008: II wydanie, ISBN 978-83-2350505-1.
7. 2005: Mój obraz świata, tłum. Julian Maliniak ps. Stanisław Łukomski, Jerzy Lubienski, Arhat, ISBN 83-8553811-9.
8. 2017: Jak wyobrażam sobie świat, tłumaczenie i opracowanie: Tomasz Lanczewski, Copernicus Center Press, ISBN 978-83-7886-321-2.
9. 2022: Einstein o Einsteinie. Zapiski autobiograficzne i naukowe, opracowanie: Hanoch Gutfreund i Jürgen Renn, tłum. Tomasz Lanczewski, CC Press, ISBN 978-83-7886-627-5.

## Prace poświęcone Einsteinowi
1. 1966: Borys Kuzniecow, Albert Einstein, tłum. Zdzisław Mroczek, Antoni Zambrowski, seria „Biblioteka Problemów”, Państwowe Wydawnictwo Naukowe.
2. 1979: Leopold Infeld, Albert Einstein, tłum. Ryszard Gajewski, Państwowe Wydawnictwo Naukowe, ISBN 83-0100079-1.
3. 1995: John Gribbin, Michael White, Einstein: życie nauką, Wydawnictwa Naukowo-Techniczne, ISBN 83-2041889-5.
4. 1995: Paul Carter, Roger Highfield, Prywatne życie Alberta Einsteina, tłum. Marek Krośniak, Prószyński i S-ka, ISBN 83-8666955-1.
5. 1996: Peter A. Bucky, Allen Weakland, Fizyka, kobiety i skrzypce. Einstein prywatnie, tłum. Hanna Turczyn-Zalewska, Wydawnictwo Iskry, ISBN 83-2071485-0.
6. 1997: Denis Brian, Albert Einstein. Nowe, udostępnione w ostatnich latach dokumenty z archiwum Einsteina!, tłum. Maria Zborowska, Jarosław Bielas, Wydawnictwo Amber, ISBN 83-7169449-0.
7. 2001: Abraham Pais, Pan Bóg jest wyrafinowany... Nauka i życie Alberta Einsteina, tłum. Piotr Amsterdamski, Prószyński i S-ka, ISBN 83-7255-192-8.
8. 2005: Abraham Pais, Tu żył Albert Einstein, tłum. Marek Krośniak, Prószyński i S-ka, ISBN 83-7469-187-5.
9. 2006: Lluís Cugota, Gustavo Roldán, Nazywam się... Albert Einstein, tłum. Anna Jęczmyk, Media Rodzina, ISBN 83-7278204-0.
10. 2008: Jeremy Bernstein, Albert Einstein i granice fizyki, tłum. Jarosław Włodarczyk, Świat Książki, ISBN 978-83-7391-450-6.
11. 2010: Walter Isaacson, Einstein. Jego życie, jego wszechświat, tłum. Jarosław Skowroński, Wydawnictwo W.A.B., ISBN 978-83-2800814-4.
12. 2014: Dennis Overbye, Zakochany Einstein. Życie z Milevą, tłum. Julita Mastalerz, Wydawnictwo Naukowe PWN, ISBN 978-83-7705615-8.
13. 2015: Jess Brallier, Kim był Albert Einstein?, tłum. Hanna Pasierska, Prószyński i S-ka, ISBN 978-83-8069220-6.
14. 2018: Ètienne Klein, Podróże z Albertem Einsteinem, tłum. Paloma Korycińska, Kraków: Copernicus Center Press, ISBN 978-83-7886401-1.
15. 2019: Justyna Jaciuk, Maciej Rajewski, Łukasz Tomys, Albert Einstein. Potęga i piękno umysłu. Tom I. Dzieciństwo i młodość (1879-1905), Łukasz Tomys Publishing, ISBN 978-83-6616750-6.
16. 2021: Jean Claude, Maria Isabel Sanchez Vegara, Albert Einstein, seria „Mali Wielcy”, tłum. Julia Tokarczyk, Smart Books, ISBN 978-83-6579346-1.
17. 2022: Torben Kuhlmann, Einstein. Niezwykła mysia podróż przez czasoprzestrzeń, tłum. Anna Kierejewska, Tekturka, ISBN 978-83-9644964-1.